# Хатшепсут
Хатшепсу́т — женщина-фараон (1490/1489—1468 до н. э., 1479—1458 до н. э. или 1504—1482 до н. э.) Нового царства Древнего Египта из XVIII династии. Она была второй исторически подтверждённой женщиной-фараоном, а первой была Себекнеферу. До воцарения носила то же имя (егип. ḥꜣt-špswt — Хатшепсут, то есть «Находящаяся впереди благородных дам»), которое не было изменено при восшествии на престол (хотя источники называют её тронным именем Мааткара — Маат-Ка-Ра). Носила титулы «Великая жена царя» и «Супруга бога Амона».
Хатшепсут вступила на престол Египта в 1478 году до нашей эры. Её приход к власти был примечателен тем, что потребовал от неё использования её родословной, образования и понимания религии. Её родословная была безупречной, поскольку она была дочерью, сестрой и женой царя. Благодаря пониманию религии Хатшепсут смогла утвердиться в качестве «супруги бога Амона».
Официально она правила совместно с Тутмосом III, который взошёл на престол в предыдущем году ребёнком в возрасте около двух лет. Хатшепсут была основной женой Тутмоса II, отца Тутмоса III. Египтологи считают её одной из самых успешных фараонов, которая царствовала дольше, чем любая другая женщина из коренной египетской династии. По словам египтолога Джеймса Генри Брэстеда, она также известна как «первая великая женщина в истории, о которой нам известно».
Фактически отстранив от власти несовершеннолетнего Тутмоса III и провозгласив себя фараоном, царица Хатшепсут закончила восстановление Египта после нашествия гиксосов, воздвигла множество памятников по всему Египту, отправила экспедицию в Пунт и, судя по всему, проводила военные походы. Наряду с Тутмосом III, Эхнатоном, Тутанхамоном, Рамсесом II и Клеопатрой VII она считается одним из самых известных египетских правителей.
Хатшепсут была дочерью и единственным ребёнком Тутмоса I и его главной жены Ахмосе. Её муж Тутмос II был сыном Тутмоса I и вторичной жены по имени Мутнофрет, которая носила титул дочери царя и, вероятно, была ребёнком Яхмоса I. У Хатшепсут и Тутмоса II родилась дочь по имени Нефрура. После рождения дочери Хатшепсут больше не могла иметь детей. Тутмос II с Исет, вторичной женой, стал отцом Тутмоса III, который сменил Хатшепсут на престоле.

## Датировка

Картуш Хатшепсут

Согласно цитате египетского жреца-историка III века до н. э. Манефона по Иосифу Флавию, царица Амессес, идентифицируемая как Хатшепсут, правила 21 год и 9 месяцев, однако Секст Юлий Африкан приводит эту же цитату, в которой сообщается, что она правила все 22 года. Последнее упоминание о Хатшепсут в прижизненных записях относится к 20-му году правления Тутмоса III. В сохранившихся выдержках из «Анналов Тутмоса III», летописи придворного военного хрониста Танини, первая кампания Тутмоса III в качестве единоличного правителя (в ходе которой произошла знаменитая битва при Мегиддо) относится к весне 22-го года номинального правления фараона, что наглядно подтверждает сведения Манефона.
Распространённые в советской научной литературе длинная и средняя хронология древнеегипетской истории датируют правление Хатшепсут соответственно 1525—1503 до н. э. и 1504—1482 до н. э. Принятая в современных исследованиях краткая хронология относит правление царицы Хатшепсут к 1490/1489—1468 до н. э. или 1479—1458 до н. э. Разница в 10 лет объясняется тем, что правление Тутмоса II в царских списках оценивается в 13/14 лет, но практически не отображено в материальных памятниках, на основании чего его длительность сокращают до 4 лет (соответственно, промежуток времени между восхождением на престол Тутмоса I и Хатшепсут можно оценивать в 25 или 14 лет).

## До воцарения

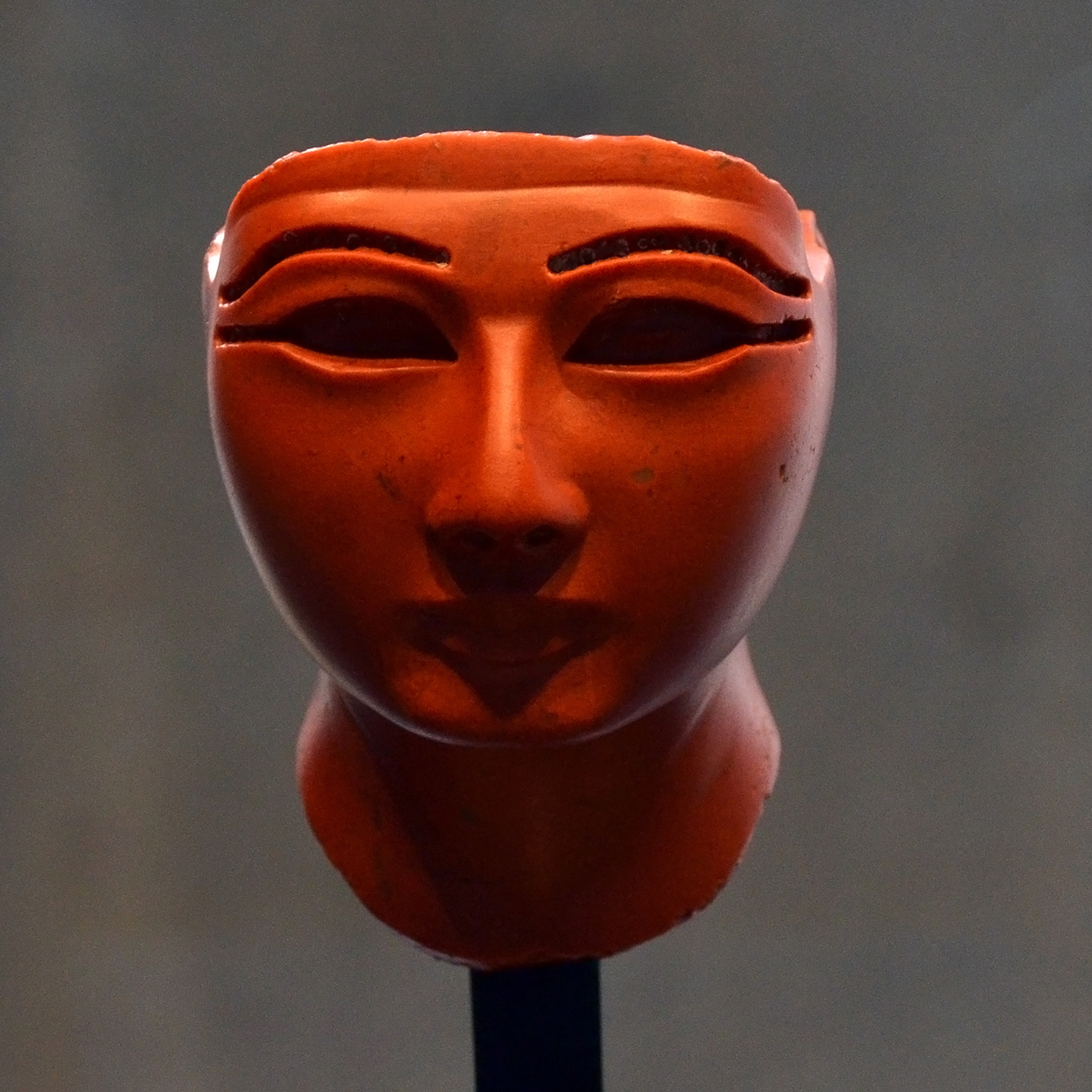
Фрагмент статуи Хатшепсут выполнен из яшмы (ок. 1470 год до н. э.). Государственный музей египетского искусства в Мюнхене

Царица Хатшепсут была дочерью третьего фараона XVIII династии Тутмоса I и царицы Яхмес (Яхмос). Таким образом, она приходилась внучкой основателю Нового царства фараону Яхмосу I. При жизни отца Хатшепсут стала «Супругой Бога» — верховной жрицей фиванского бога Амона. Должно быть, она очень любила свою кормилицу Ситре Ин(ет), поскольку позже воздвигла ей статую в своём погребальном храме, а также удостоила её чести построить для неё гробницу в Долине царей, где до этого хоронили только членов царской семьи.

Хатшепсут имела всего одну родную сестру Нефрубити, а также трёх (или четырёх) младших единокровных братьев Уаджмоса, Аменмоса, Тутмоса II и, возможно, Рамоса, — сыновей её отца Тутмоса I и царицы Мутнофрет. Два младших брата Хатшепсут — Уаджмос и Аменмос умерли ещё в младенчестве. Поэтому после смерти Тутмоса I она вышла замуж за своего единокровного брата Тутмоса II (сына Тутмоса I и второстепенной царицы Мутнофрет), жестокого и слабого правителя, правившего всего неполных 4 года (1494—1490 годы до н. э.; Манефон насчитывает целых 13 лет его правления, что, скорее всего, ошибочно). Таким образом, была сохранена преемственность царской династии, так как Хатшепсут была чистых царских кровей.

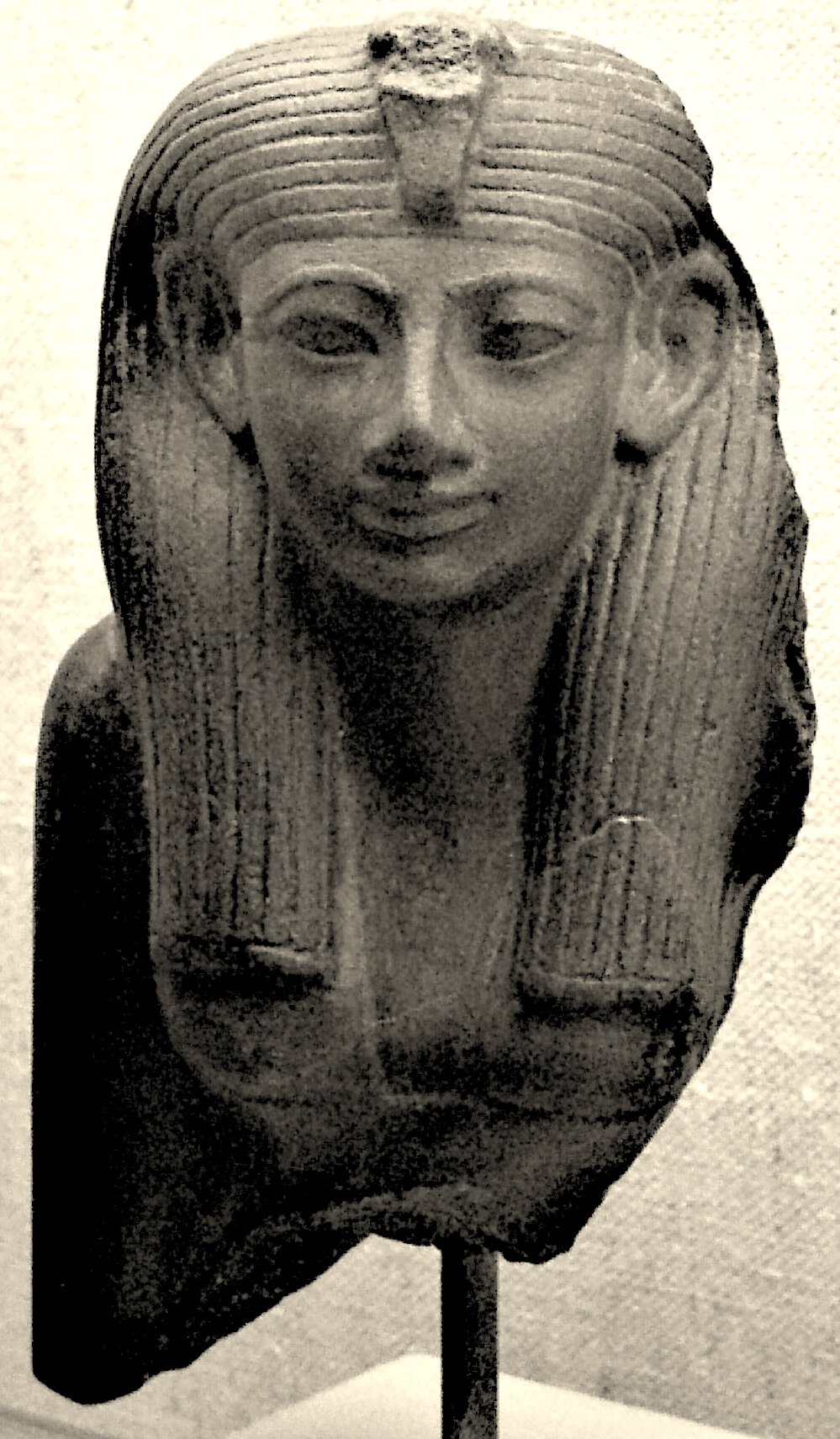
Фрагмент статуи Хатшепсут из кварцевого диорита. Музей изящных искусств в Бостоне

У Тутмоса II и «главной царской жены» Хатшепсут была дочь Нефрура, носившая титул «Супруги Бога» (верховной жрицы Амона) и изображавшаяся в виде наследника престола, и, возможно, Меритра Хатшепсут. Отдельные египтологи оспаривали то, что Хатшепсут была матерью Мерит-ра, но иным вероятным представлялось обратное — поскольку имя Хатшепсут носили только эти две представительницы XVIII династии, оно может указывать на их кровное родство. Ныне Меритра обычно считается дочерью жреца Хуи. 
Изображения Нефрура, воспитателем которой был фаворит Хатшепсут Сенмут, с накладной бородкой и локоном юности часто трактуются как доказательство того, что Хатшепсут готовила себе наследницу, «новую Хатшепсут». Однако наследником (а позже и соправителем Тутмоса II) всё же считался сын её мужа и наложницы Исет, будущий Тутмос III, женатый сначала на Нефрура, а после её кончины — на Меритра.

### Имена Хатшепсут
Её «Хоровым» именем было Усеркау, «Могучая духами»; именем небти — Уджетренепету, «Процветающая годами» и Джеттаунебу, «Связывающая все земли»; «золотым именем» — Нечеретхау, «Божественная восхождениями» и Сенхибу, «Оживляющая сердца»; тронным именем — Мааткара, «Истина духа бога солнца». 
Её личным именем, следовавшем за титулом «дочь бога солнца», было Хатшепсут, «Первая из почтенных», вкупе с именем Аменменес, точное значение которого неизвестно, хотя слово «менес» можно перевести как божественный эликсир или напиток жизни. Именно оно породило греческое имя Амессе(с), или Амесси(с), упомянутое в списках Манефона. Египтологи, как правило, читали слово «менес» как «хенем», но оно писалось по-другому — с алфавитным знаком «м» (изображением совы) на конце, который в имени царицы отсутствует.
Первый слог имени звучит как «хат», или «хет», а второй некоторые египтологи читают как «шопситу» или «шопсуит». При этом ранее он читался как «асу», в результате чего царицу называли Хатасу.
| G5 |

| G5 |

| wsr | s | X1 · D28 | D28 · D28 |

| wsr | s | X1 · D28 | D28 · D28 |

| G16 |

| G16 |

| M13 | X1 | M4 | M4 | M4 |

| M13 | X1 | M4 | M4 | M4 |

| G8 |

| G8 |

| R8 | X1 | N28 · Z2 |

| R8 | X1 | N28 · Z2 |

| R8 | t | r · V13 | N28 · D36 | G43 |

| R8 | t | r · V13 | N28 · D36 | G43 |

| nswt&bity |

| nswt&bity |

| N5 | C10 | D28 |

| N5 | C10 | D28 |

| N5 | C10 | D28 |

| N5 | C10 | D28 |

| N5 | C10 | D28 |

| N5 | C10 | D28 |

| N5 | C10 | D28 |

| N5 | C10 | D28 |

| N5 | H6 | D28 |

| N5 | H6 | D28 |

| N5 | H6 | D28 |

| N5 | H6 | D28 |

| N5 | H6 | D28 |

| N5 | H6 | D28 |

| N5 | H6 | D28 |

| N5 | H6 | D28 |

| G39 | N5 |

| G39 | N5 |

| X1 · F4 | A51 | X1 · Z2 |

| X1 · F4 | A51 | X1 · Z2 |

| X1 · F4 | A51 | X1 · Z2 |

| X1 · F4 | A51 | X1 · Z2 |

| X1 · F4 | A51 | X1 · Z2 |

| X1 · F4 | A51 | X1 · Z2 |

| X1 · F4 | A51 | X1 · Z2 |

| X1 · F4 | A51 | X1 · Z2 |

| M17 | Y5 · N35 | W9 · X1 | F4 · X1 | A51 |

| M17 | Y5 · N35 | W9 · X1 | F4 · X1 | A51 |

| M17 | Y5 · N35 | W9 · X1 | F4 · X1 | A51 |

| M17 | Y5 · N35 | W9 · X1 | F4 · X1 | A51 |

| M17 | Y5 · N35 | W9 · X1 | F4 · X1 | A51 |

| M17 | Y5 · N35 | W9 · X1 | F4 · X1 | A51 |

| M17 | Y5 · N35 | W9 · X1 | F4 · X1 | A51 |

| M17 | Y5 · N35 | W9 · X1 | F4 · X1 | A51 |

| M17 | Y5 · N35 | W9 · F4 | A51 |

| M17 | Y5 · N35 | W9 · F4 | A51 |

| M17 | Y5 · N35 | W9 · F4 | A51 |

| M17 | Y5 · N35 | W9 · F4 | A51 |

| M17 | Y5 · N35 | W9 · F4 | A51 |

| M17 | Y5 · N35 | W9 · F4 | A51 |

| M17 | Y5 · N35 | W9 · F4 | A51 |

| M17 | Y5 · N35 | W9 · F4 | A51 |

## Воцарение

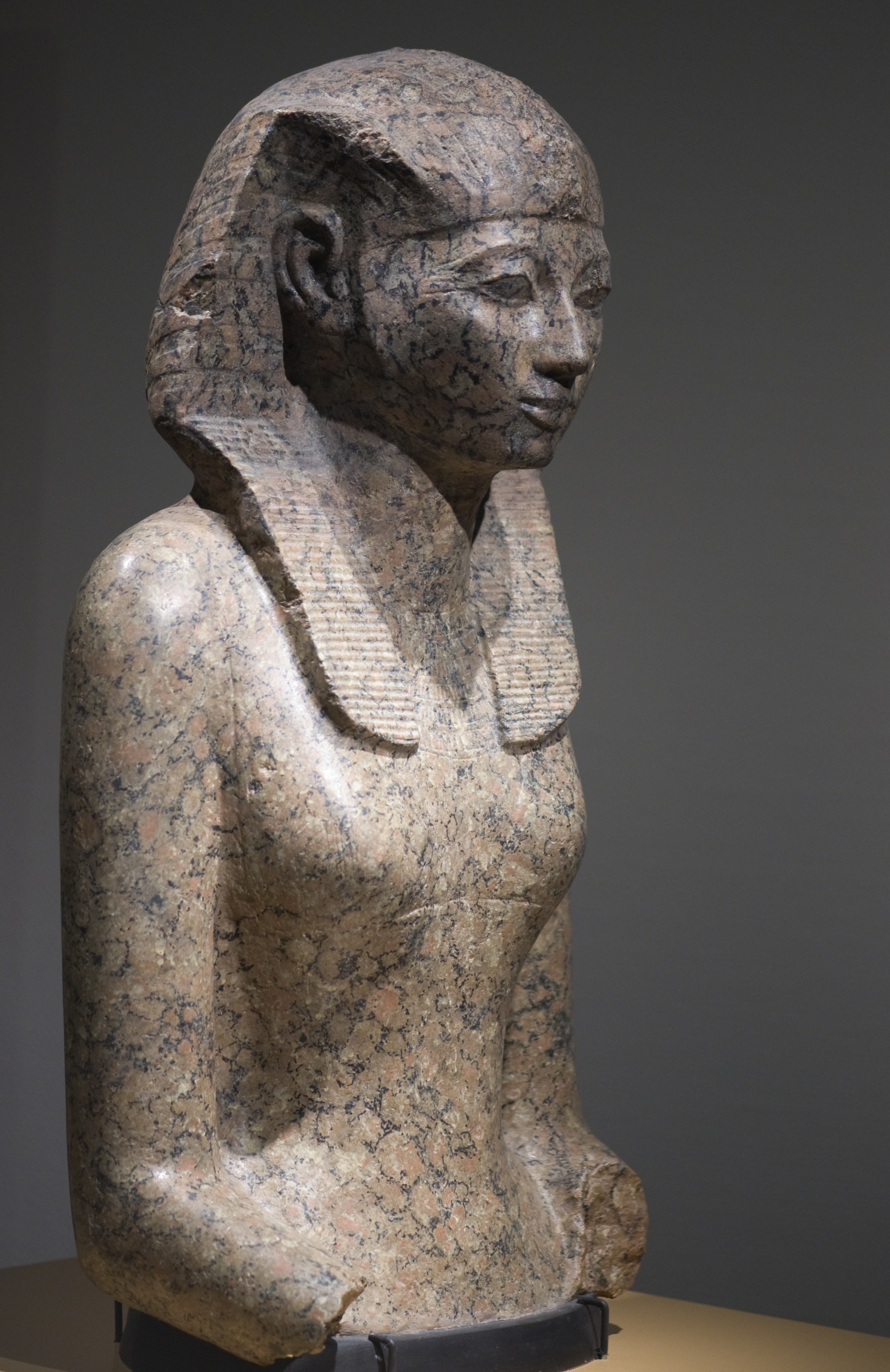
Статуя Хатшепсут в Лейденском музее

Некоторые исследователи полагают, что Хатшепсут сконцентрировала в своих руках реальную власть ещё во время правления своего мужа. Насколько это утверждение соответствует действительности, неизвестно. Однако нам точно известно, что после смерти Тутмоса II в 1490 г. до н. э., двенадцатилетний Тутмос III был провозглашён единоличным фараоном, а Хатшепсут — регентом. До этого Египет уже жил в условиях единоличного женского правления при царице Себекнефрура (Нефрусебек) из XII династии (упоминаемая античными историками Нитокрис из VI династии, скорее всего мифологична, а традиция женского регенства при малолетних правителях была уже с Мернейт при фараоне I династии Дене.
Однако через 18 месяцев (или через полтора года), малолетний фараон был отстранён от трона легитимистской партией во главе с фиванским жречеством Амона, которая возвела на престол Хатшепсут. Во время церемонии в храме верховного бога Фив Амона жрецы, нёсшие тяжёлую барку со статуей бога, опустились на колени прямо возле царицы, что было расценено фиванским оракулом как благословение Амона новому правителю Египта.
В результате переворота Тутмос III был отправлен на воспитание в храм, чем его планировалось отстранить от египетского престола, по крайней мере, хоть на время регентства Хатшепсут. Тем не менее, есть сведения, что в последующем Тутмос III допускался до управления государством.
Основными силами, поддерживающими Хатшепсут, были образованные («интеллектуальные») круги египетского жречества и аристократии, а также часть выдающихся военачальников. В их число входили: чати (визирь) Амету (также именуемый Яхмос) и сменивший его сын Усерамон; архитектор и первосвященник Амона Хапусенеб; чернокожий вельможа и военачальник Нехси; несколько ветеранов египетской армии, помнящих ещё кампании Яхмоса; казначей Джехути; придворный архитектор Инени и Сенмут, главный советник, зодчий и воспитатель дочери царицы, а также придворный (брат Сенмута?) Сенмен.
Многие склонны видеть в Сенмуте фаворита, ближайшего друга и возлюбленного царицы, так как он упоминал своё имя рядом с именем царицы и выстроил себе две гробницы по подобию гробницы Хатшепсут. Сенмут по происхождению был небогатым провинциалом, который при дворе поначалу считался простолюдином, но его незаурядные способности вскоре были оценены по достоинству. Самое раннее упоминание о Хатшепсут как о фараоне встречается как раз в гробнице родителей Сенмута Рамоса и Хатнофер, где среди погребального инвентаря был обнаружен керамический сосуд с клеймом «7-й год».

## Официальная пропаганда

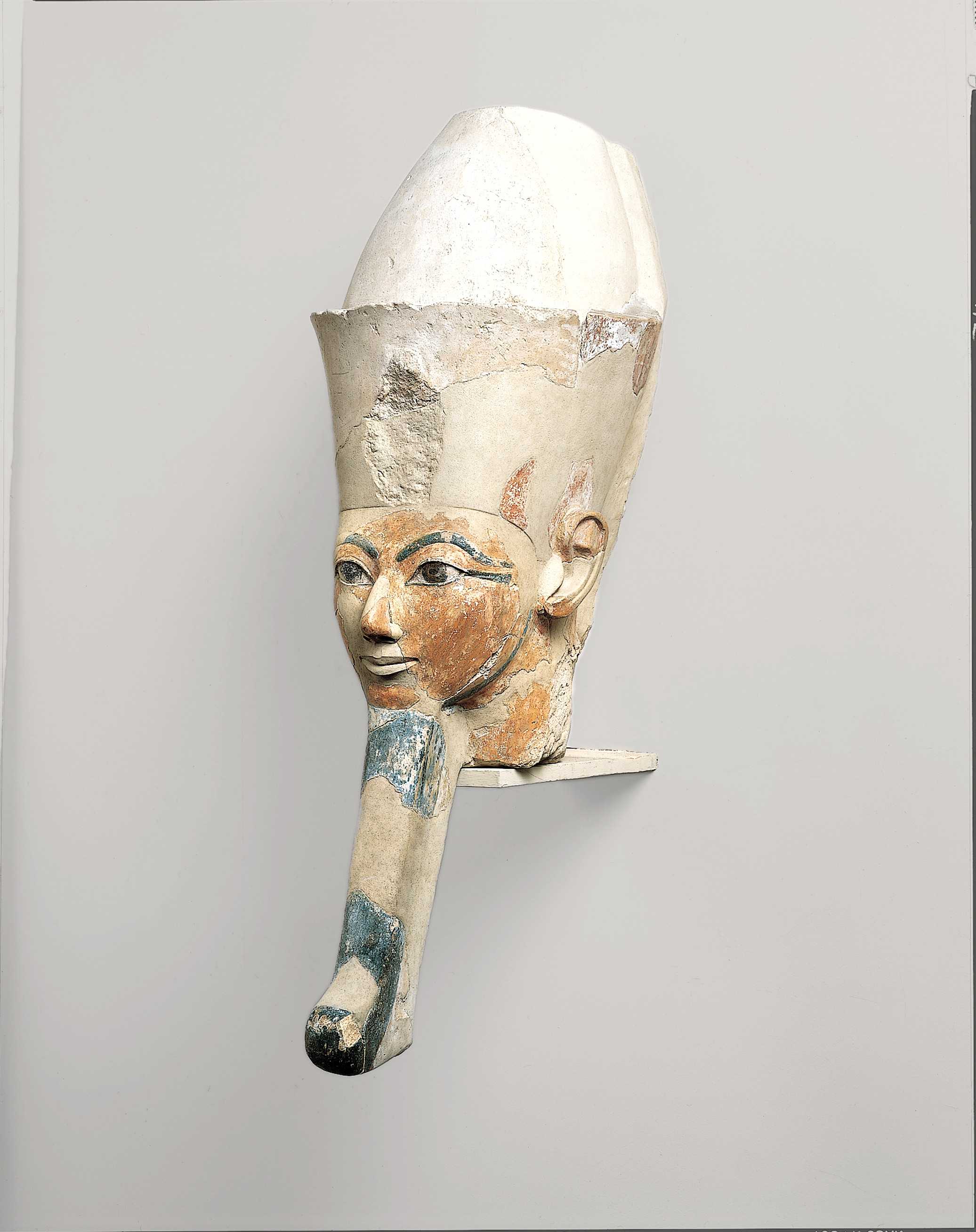
Осирическая голова Хатшепсут в двойной короне из храма в Дейр-эль-Бахри. Метрополитен-музей, Нью-Йорк.

После восхождения на престол Хатшепсут была провозглашена фараоном Египта под именем Мааткара Хенеметамон со всеми регалиями и дочерью Амона-Ра (в образе Тутмоса I), тело которой было создано самим богом Хнумом. Власть царицы, опиравшейся, прежде всего, на жречество Амона, была легитимизирована с помощью легенды о теогамии, или «божественном браке», во время которого сам бог Амон якобы снизошёл с небес к земной царице Яхмес для того, чтобы, приняв облик Тутмоса I, зачать «свою дочь» Хатшепсут. Кроме того, в церемониальных надписях утверждалось, что царица была избрана наследником египетского престола ещё при жизни своего земного отца, что не соответствовало действительности. Впоследствии официальная пропаганда постоянно использовала легенду о божественном происхождении Хатшепсут для оправдания её пребывания на престоле.
Приняв титулатуру фараонов, Хатшепсут стала изображаться в головном уборе хат с уреем, с накладной бородкой. Первоначально статуи и изображения Хатшепсут представляли её с женской фигурой, но в мужских одеждах, а в позднейших аналогах её образ был окончательно трансформирован в мужской. Прообразом таких изображений Хатшепсут можно считать немногие сохранившиеся статуи царицы Нефрусебек, для которых также характерна комбинация мужского и женского канона. Тем не менее, в надписях на стенах храмов царица продолжала называть себя прекраснейшей из женщин и отказалась от одного из царских титулов — «Могучий бык».
Так как фараон в Египте был воплощением Хора, он мог быть только мужчиной. Поэтому Хатшепсут часто надевала на официальных церемониях мужские одежды и искусственную бороду, однако далеко не в обязательном порядке: отдельные статуи царицы вроде выставленных в Музее Метрополитен продолжают изображать её в прежнем виде — в обтягивающей женской одежде, но в накидке-немесе и без накладной бороды.
Подобно будущему царю этой же династии Аменхотепу IV (Эхнатону), который досрочно, проведя всего лишь 4 лет на троне, совершил церемонию хеб-сед, традиционно приурачиваемую к 30-летию правления, Хатшепсут объявила свой первый юбилей сед уже на 15-й год правления в качестве фараона. Некоторые египтологи, как Юрген фон Бекерат в своей книге «Хронология египетских фараонов», предполагают, что привязка была к 30-летию со дня её отца, Тутмоса I, от которого она выводила всю свою легитимность на управление Египтом. С другой стороны, американская исследовательница Кара Куни предполагает, что Хатшепсут отмечала 30 лет династии своего отца (11 лет Тутмоса I, 3 года Тутмоса II и 16 лет Тутмоса III), что предполагает короткое правление её мужа, — либо же своё собственное тридцатилетие. 

## Фараон-строитель

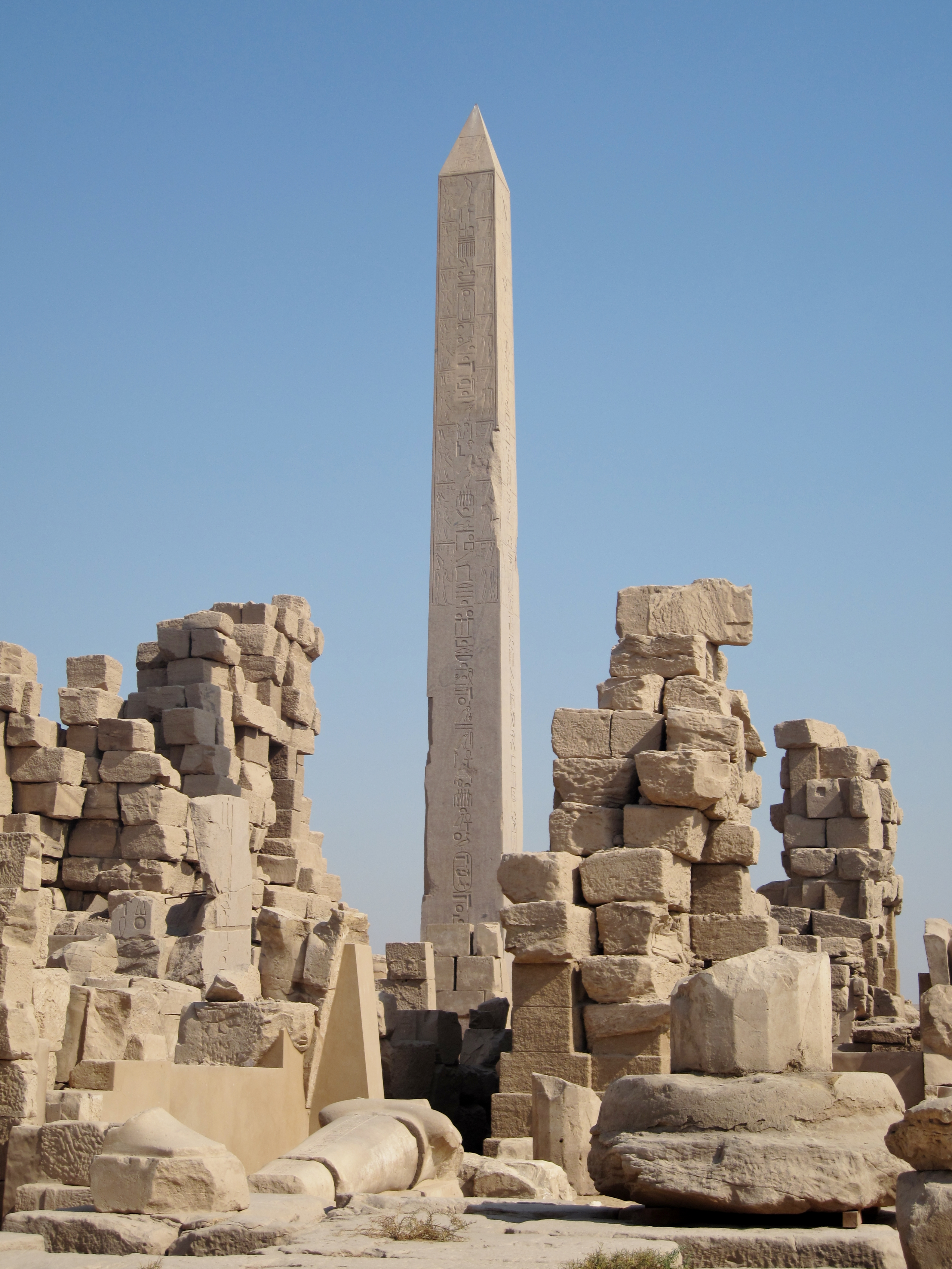
30-метровый обелиск Хатшепсут в Карнаке.

Правление Хатшепсут ознаменовало собой небывалое процветание и возвышение Египта. Из всех сфер своей государственной деятельности Хатшепсут проявила себя прежде всего как фараон-строитель. Больше неё строил только Рамсес II Мериамон (который, между прочим, наносил своё имя и на монументы предшественников). Царица восстановила множество разрушенных завоевателями-гиксосами памятников.

### Карнак
Кроме того, она сама активно вела строительство храмов: в Карнакском храме в центре комплекса её отца при ней было воздвигнуто т. н. «Красное святилище» Хатшепсут для церемониальной ладьи бога Амона из красного и чёрного гранита. Впоследствии святилище Хатшепсут было разрушено, использовано Аменхотепом III как строительный материал и перестроено в эллинистическую эпоху (при Александре Македонском и Филиппе III Арридее), но затем воссоздано в Музее храмов под открытым небом. Рельефные изображения на стенах святилища, недавно[когда?] полностью восстановленного из разрозненных блоков, посвящены соправлению Хатшепсут и Тутмоса III, а также легитимизации её единоличной власти.
Здесь же, в Карнаке, по приказу царицы были установлены гигантские гранитные обелиски, воздвигнут VIII пилон в храме Амона, сооружено святилище Амона-Камутефа, значительно расширен храм супруги Амона — богини Мут. Она установила четыре гигантских обелиска, два из которых были помещены между пилонами Тутмоса I. Два обелиска Хатшепсут (высотой 29,56 м) рядом с пилоном храма Амона-Ра в Карнаке были самыми высокими из всех построенных ранее в Египте, пока их не заложил каменной кладкой Тутмос III (до наших дней сохранился один из них, цельный блок из красного гранита). При Хатшепсут был вытесан и крупнейший из всех древнеегипетских обелисков, который так и не был закончен, также предназначавшийся для Карнака. Высота его должна была составлять 41,8 метра, а вес — около 1200 тонн, что на треть превосходит крупнейшие обелиски, когда-либо возведённые в Египте.

### Дейр-эль-Бахри

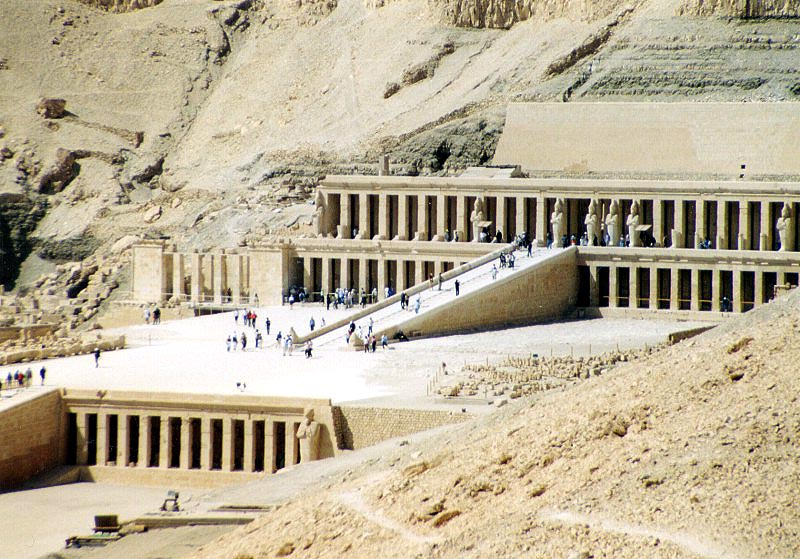
Заупокойный храм Хатшепсут в Дейр-эль-Бахри. Зодчий — Сенмут.

Наиболее известным памятником архитектуры времени Хатшепсут является храм в Дейр-эль-Бахри в отдалённой западной части Фив, носивший в древности название Джесер Джесеру («Священнейший из священных») и строившийся на протяжении 9 лет — с 7-го (предположительно, 1482 до н. э.) по 16-й (1473 до н. э.) год правления царицы. Его архитектором был Сенмут, и, хотя храм во многом повторял находящийся рядом храм фараона Среднего царства Ментухотепа II, его величественные колонны поражают воображение и в наши дни. В своё время этот храм был во многом уникален, демонстрируя безупречную гармонию архитектурного комплекса за 1000 лет до возведения Парфенона в Афинах.
Храм состоял из трёх крупных террас, украшенных портиками с белоснежными известняковыми протодорическими колоннами. Террасы храма в центре были разделены массивными пандусами, ведущими наверх, к святилищу храма; они были украшены многочисленными ярко расписанными осирическими пилястрами царицы, её коленопреклонёнными колоссальными статуями и сфинксами, ряд которых хранится в собраниях Египетского музея в Каире и музея Метрополитен в Нью-Йорке.
К первой из террас вела длинная аллея полихромных песчаниковых сфинксов царицы, обсаженная завезёнными из Пунта мирровыми деревьями. Сфинксы находились с двух сторон дороги шириной приблизительно в 40 метров, ведущей от нижней террасы храма к границе пустыни и орошаемых полей долины Нила, где был воздвигнут гигантский пилон.

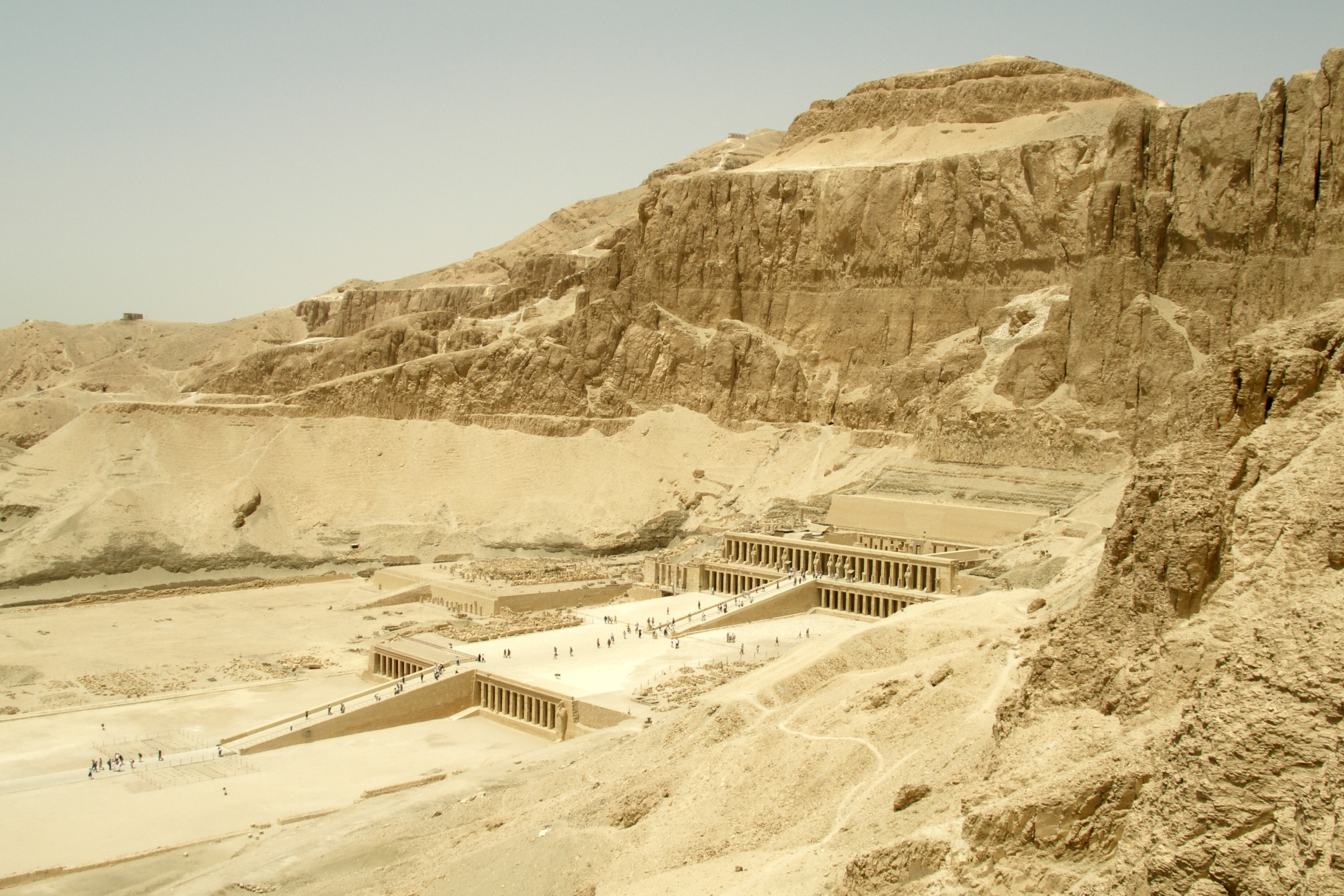
Общий вид храма Хатшепсут

Помимо самой царицы, комплекс в Дейр-эль-Бахри был посвящён Амону-Ра, обожествлённому отцу Хатшепсут Тутмосу I, проводнику в загробный мир Анубису и Хатхор Иментет — повелительнице некрополей Западных Фив и великой защитнице умерших. Перед самим храмом был разбит сад из экзотических деревьев и кустарников, вырыты Т-образные бассейны.
Уникальные рельефы храма в Дейр-эль-Бахри, отличающиеся высоким уровнем своего исполнения, повествуют об основных событиях царствования Хатшепсут. Так, на стенах портика нижней террасы изображена доставка обелисков царицы из Асуана в Карнак и ритуальные сцены, связанные с идеей объединения Верхнего и Нижнего Египта. Рельефы второй террасы повествуют о божественном союзе родителей Хатшепсут — бога Амона и царицы Яхмес и о знаменитой военно-торговой экспедиции в далёкую страну Пунт, снаряжённой царицей на 9-м году правления. Идея единства Обеих земель встречается ещё раз на перилах пандуса, соединяющего вторую и третью террасы храма. Нижние основания этой лестницы украшены скульптурными изображениями гигантской кобры — символа богини Уаджит, — хвост которых поднимался вверх по верхней части перил. Голову змеи, олицетворяющую покровительницу Нижнего Египта Уаджет, своими крыльями обрамляет сокол Хор Бехдетский, бог-покровитель Верхнего Египта.

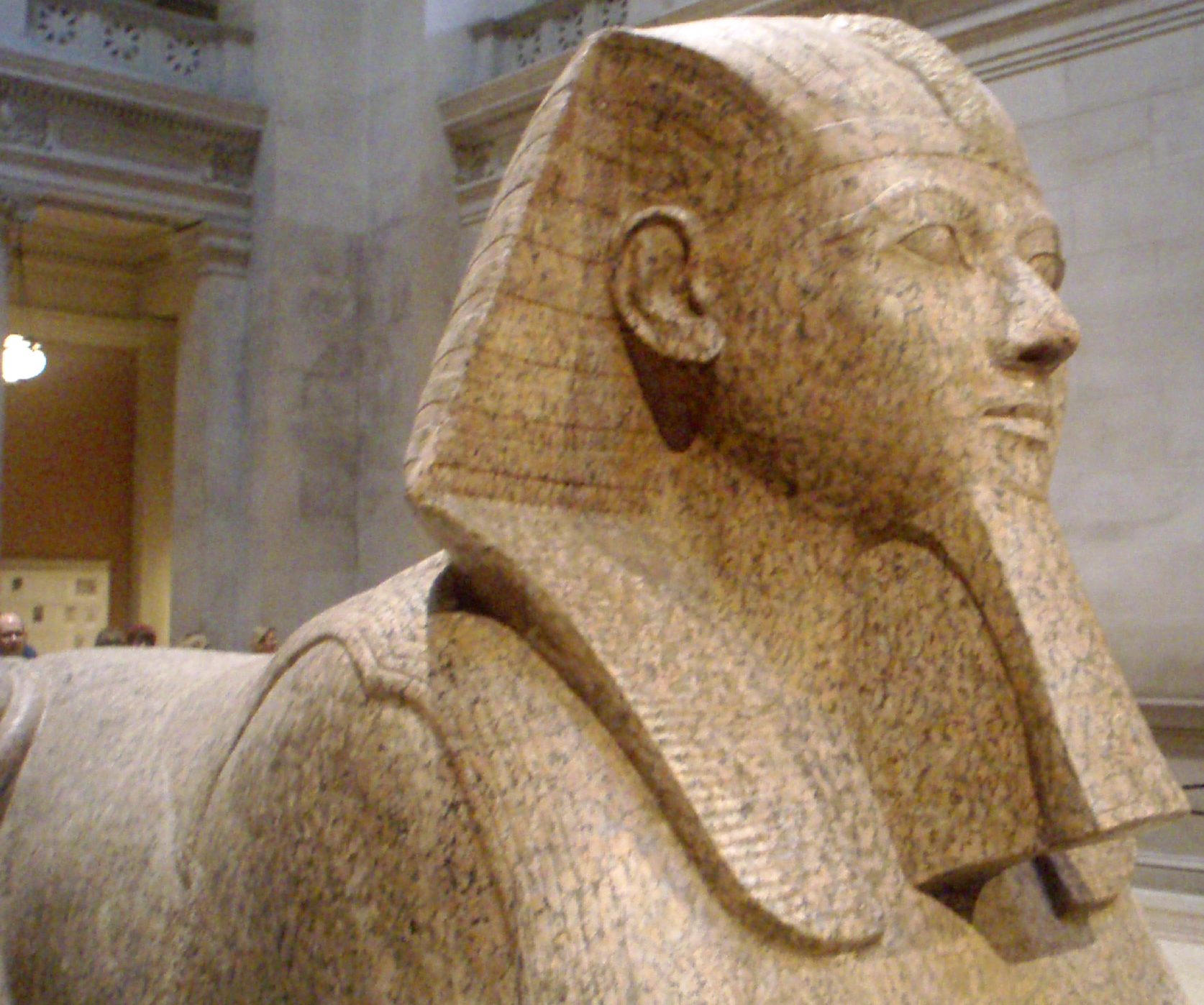
Гранитный сфинкс с лицом Хатшепсут.

По краям второй террасы расположены святилища Анубиса и Хатхор. Оба святилища состоят из 12-колонных гипостильных залов, расположенных на террасе, и внутренних помещений, уходящих вглубь скалы. Капители колонн святилища Хатхор были украшены позолоченными ликами богини, устремлёнными на запад и восток; на стенах святилища изображена сама Хатшепсут, пьющая божественное молоко из вымени священной коровы Хатхор. Верхняя терраса храма была посвящена богам, даровавшим жизнь Египту, и самой Хатшепсут. По сторонам центрального двора третьей террасы расположены святилища Ра и родителей Хатшепсут — Тутмоса I и Яхмес. В центре этого комплекса расположено святилище Амона-Ра, Святая Святых, самая главная и самая сокровенная часть всего храма Дейр-эль-Бахри.

### Прочие проекты
Вблизи Дейр-эль-Бахри, также к западу от Фив, Хатшепсут приказала соорудить особое святилище в Мединет-Абу на месте священного холма Джеме, под которым упокоился в начале времён змей Кематеф, воплощение созидательной энергии Амона-Ра.
Однако Хатшепсут вела активное строительство храмов не только в Фивах, но и во всем Египте. Известны скальный храм, воздвигнутый царицей в будущем Спеос Артемидосе в честь львиноголовой богини Пахт, а также храм богини Сатет на острове Элефантина; кроме того, архитектурные фрагменты с именем царицы обнаружены в Мемфисе, Абидосе, Арманте, Ком-Омбо, Эль-Кабе, Гермополе, Кусе, Хебену. В Нубии по приказу царицы были воздвигнуты храмы в крепости Среднего царства Бухен, а также в ряде других пунктов — в Саи, Дакка, Семнэ и Каср Ибриме, при этом многие из памятников Хатшепсут, возможно, пострадали во время единоличного правления Тутмоса III.

## Экспедиция в Пунт и военная деятельность

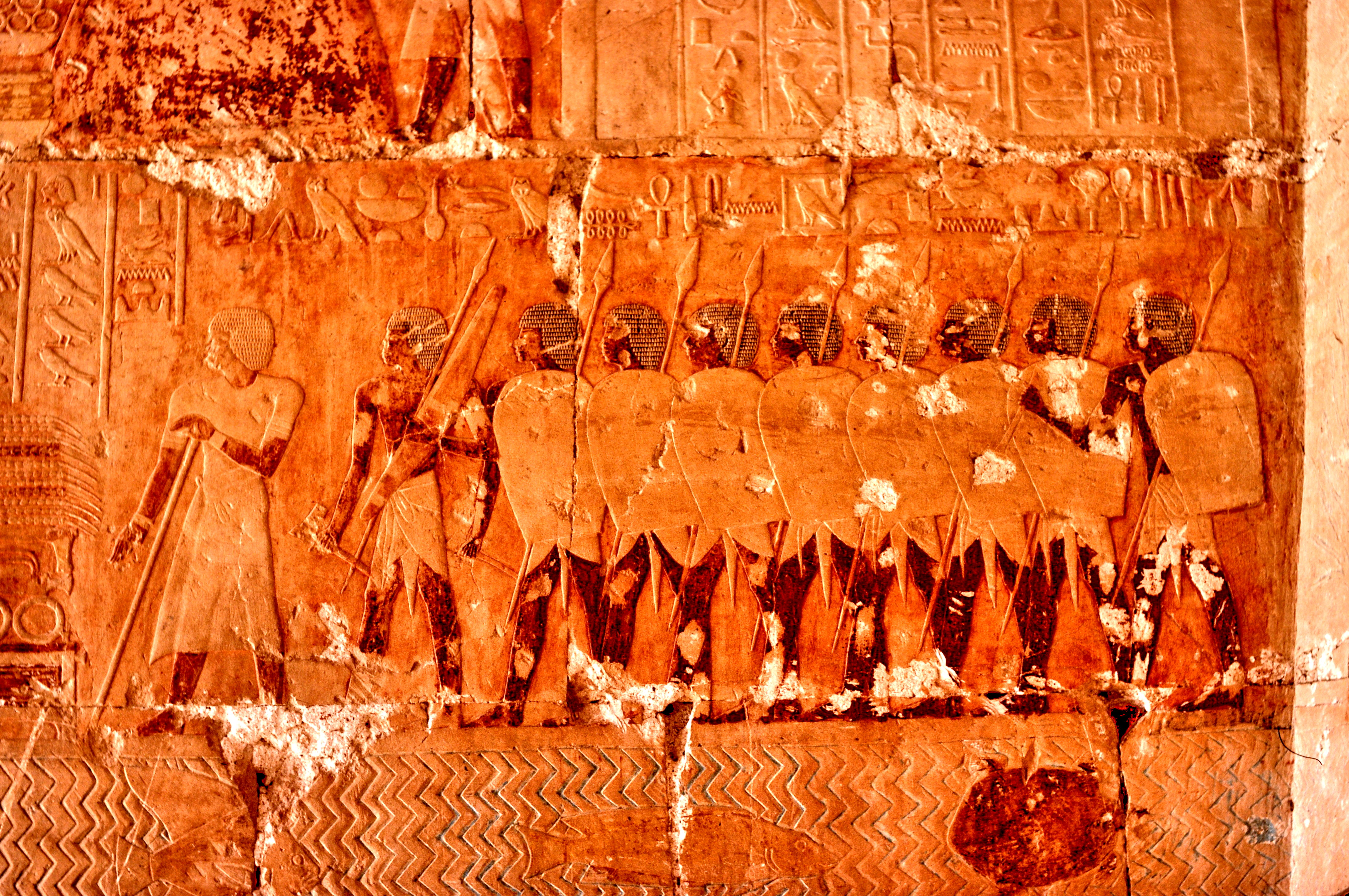
Рисунок из погребального храма Хатшепсут об экспедиции в Пунт

При Хатшепсут Египет процветал в экономическом плане. Велась активная торговля: Хатшепсут восстановила ряд торговых сетей, которые были нарушены во Второй переходный период. Около 1482/1481 до н. э. ею была снаряжена экспедиция в составе 210 матросов и пяти крупных кораблей под начальством Нехси в страну Пунт, известную также как Та-Нечер — «Земля Бога». Местонахождение страны Пунт точно не установлено (скорее всего, побережье Восточной Африки в районе Африканского Рога — современного полуострова Сомали). Контакты с Пунтом были прерваны в эпоху Среднего царства, однако они были жизненно необходимы, так как Пунт был основным экспортёром миррового дерева.
В ходе экспедиции египтяне закупили в Пунте древесину чёрного дерева, 31 живой экземпляр миррового дерева, разнообразные благовония, в том числе ладан (тишепс, ихмет, хесаит), чёрную подводку для глаз, слоновую кость, ручных обезьян, золото, рабов и шкуры экзотических животных. Рельефы храма в Дейр-эль-Бахри представляют все подробности этой кампании. Художники детально изобразили флот Хатшепсут, особенности ландшафта Пунта с лесами благовонных деревьев, экзотическими животными и домами на сваях. Также на стенах храма изображена сцена признания правителями Пунта (царём Пареху и царицей Ати) формальной власти Хатшепсут.

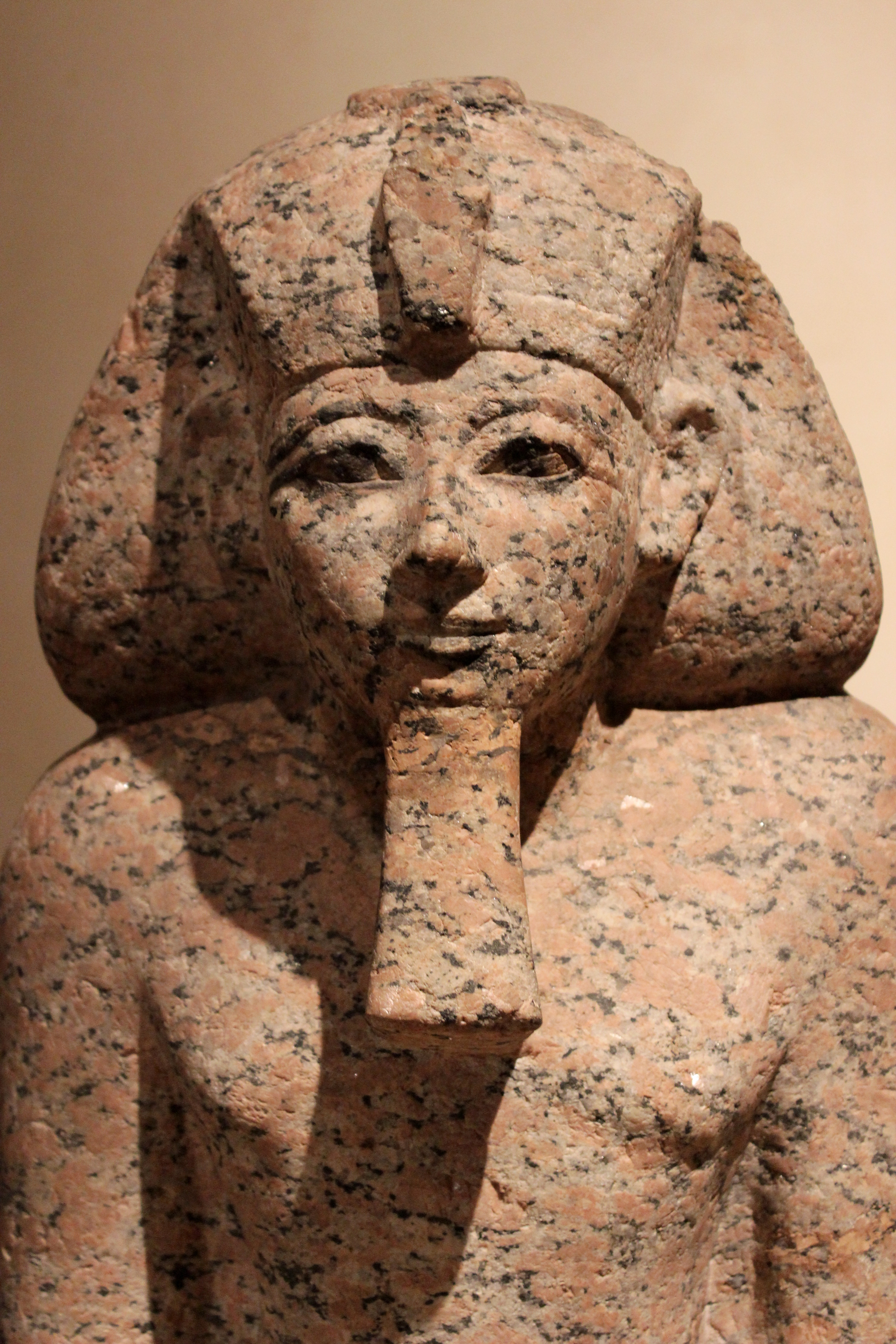
Статуя Хатшепсут в головном уборе хат и с фараонскими атрибутами (накладная бородка, урей). Египетский музей исобрание папирусов, Новый музей (Берлин)

Хотя ещё в конце XIX века Эдуар Навилль в своем отчёте о раскопках в Дейр-эль-Бахри, где царица изображена в виде сфинкса, сокрушающего извечных врагов Египта, отмечал, что при Хатшепсут, видимо, происходили кампании в Куше и Азии, долгое время считалось, что она как женщина не могла проводить военных походов, а её правление было предельно мирным, что якобы вызвало недовольство армии. Однако новейшие исследования доказали, что она лично возглавляла один из как минимум двух (по некоторым оценкам, четырёх) совершённых во время её правления военных походов в Нубию, а также контролировала Синайский полуостров, финикийское побережье, Южную Сирию и Палестину. 
В частности, ведение военных кампаний царицей подтверждает надпись в Тангуре — победная реляция, высеченная на скале в районе Второго порога Нила, указывая, что «презренный Куш был ниспровергнут» на 12-й год регентства, ставит картуш Хатшепсут перед картушем Тутмоса III, что подразумевает её непосредственное участие. «Нортгемптонская стела» — одна из двух в гробнице TT11 казначея и управляющего ремесленниками Джехути — повествует, что он сам наблюдал, как царица не только сопровождала свои войска в Нубию, но и лично собирала добычу. 
Более того, возможно, Хатшепсут командовала египетскими войсками в ряде походов против мятежных сирийских и ханаанских городов. Известно, что Хатшепсут допустила своего пасынка Тутмоса к военной службе, что открыло ему путь как первому великому воителю в истории.

## Смерть

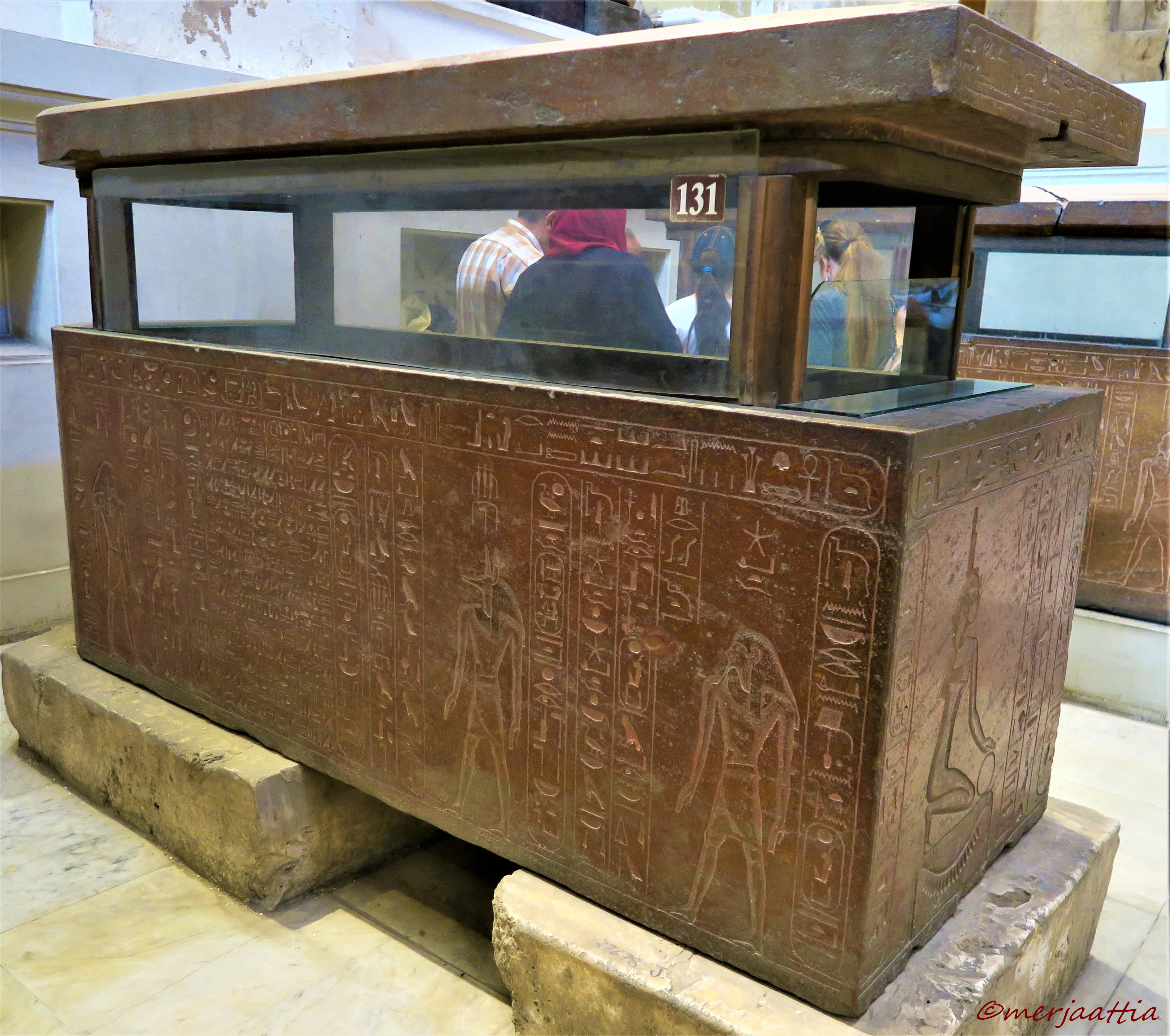
Кварцевый саркофаг Хатшепсут (один из трёх), хранящийся в Египетском музее в Каире

Хатшепсут умерла около 1458 года до н. э., на 22-м году царствования. Поскольку она ещё далеко не достигла преклонного возраста, выдвигались версии как естественной кончины, так и насильственной смерти царицы. Например, по инициативе Тутмоса III, который, вероятно, стремился избавиться от власти мачехи. Известно, что после её смерти он приказал уничтожить все изображения и алтари Хатшепсут, упоминания о ней.
Однако проведённый в 2007 году анализ мумии, идентифицированной как Хатшепсут, показал, что на момент смерти ей было за 50 лет, она была тучной женщиной и скончалась от болезней (опухоль кости и рак печени, усиленные диабетом). К тому же, у женщины-фараона был артрит и проблемы с зубами. Проведённый в 2011 году анализ мумии установил, что Хатшепсут пользовалась лекарством для кратковременного избавления от боли (вариант: косметическим средством для кожи), в состав которого входило канцерогенное вещество, и за несколько лет применения могла отравить себя ядом. В составе лосьона оказался бензопирен — ароматический и крайне канцерогенный углеводород. Как отмечают учёные, это делает крайне вероятной версию, что фараон случайно убила сама себя. Во время археологических исследований, проводимых археологом Захи Хавассом, установлено, что смерть наступила из-за заражения через вырванный коренной зуб. Зуб был найден в специальной деревянной коробке с забальзамированными печенью и кишечником царицы. Дантисты той эпохи не знали, что если вырвать такой зуб, то это даст распространение инфекции. Зуб сдерживал разрыв гнойного мешка, а после его удаления инфекция распространилась сперва на всю ротовую полость, а потом и по всему организму (по данным канала Discovery world в 2007 году).
Мумия Хатшепсут была захоронена в гробнице KV60. Была перевезена в Египетский музей в Каире, а 3 апреля 2021 года в процессии Золотого парада фараонов перемещена в Национальный музей египетской цивилизации вместе с двумя десятками других мумий.

### История идентификации мумии и гробницы

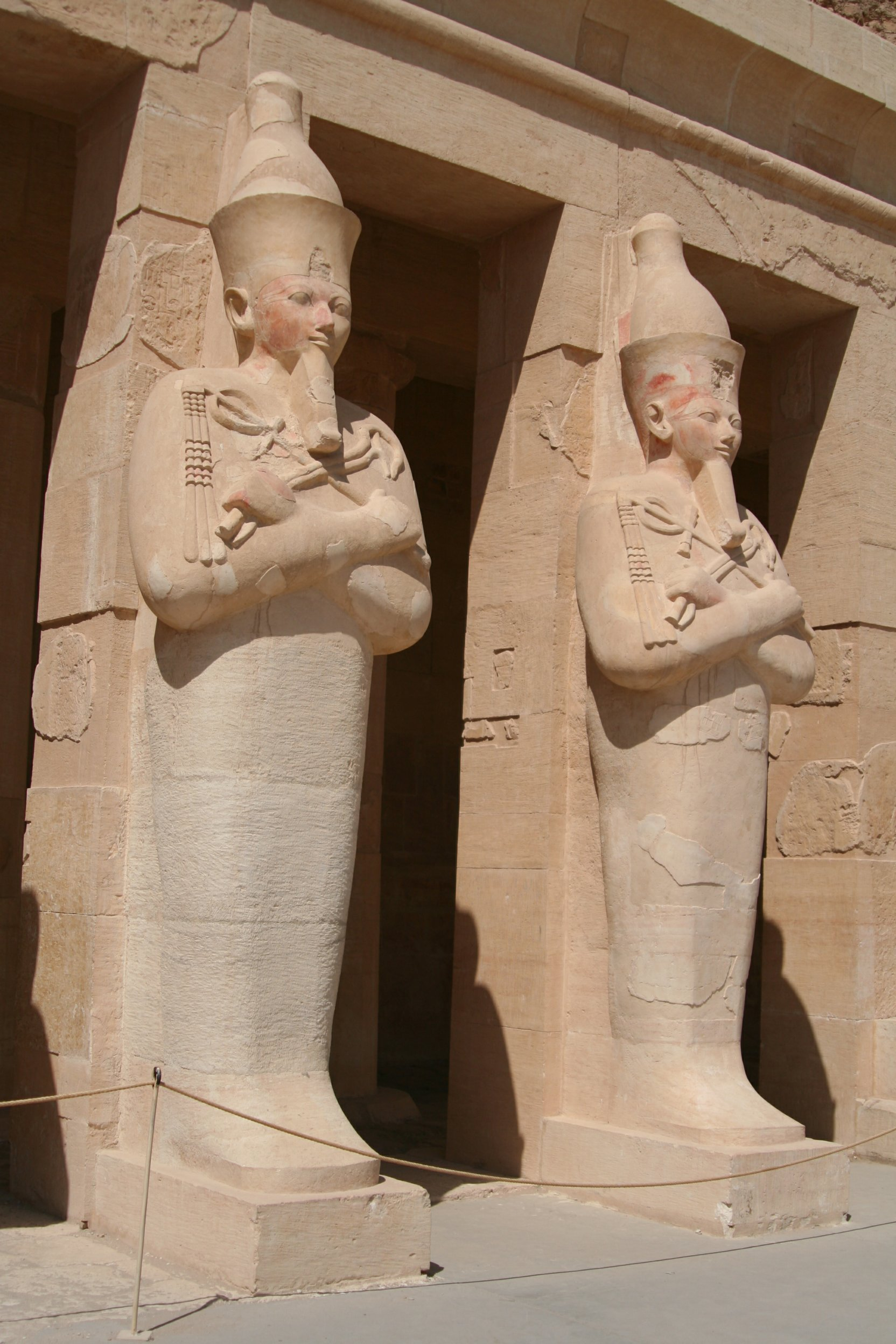
Парные осирические статуи Хатшепсут перед храмом в Дейр-эль-Бахри.

Существуют две гробницы, принадлежащие Хатшепсут, но ни в одной из них не было найдено мумии царицы. Долгое время считалось, что мумия Хатшепсут либо была уничтожена, либо её перенесли в другое место захоронения в последние годы правления Рамессидов, когда разграбление гробниц стало массовым явлением, и мумии выдающихся правителей Нового царства перезахоронялись жрецами во главе с Херихором.
Работы над первой гробницей царицы начались ещё в её бытность «главной царской женой» Тутмоса II. Ранняя гробница царицы расположена в скалах Вади-Сиккат-Така-эль-Зейд, к югу от храма в Дейр-эль-Бахри. Однако она не могла устраивать Хатшепсут, ставшую фараоном, поэтому работы над ней прекратились, а в скалах Долины царей была вырублена основная гробница Хатшепсут — KV20. Она была обнаружена в 1903 Говардом Картером. Первоначальный замысел царицы состоял, видимо, в том, чтобы соединить гробницу с поминальным храмом в Дейр-эль-Бахри грандиозным туннелем, однако в силу непрочности известняковых пород от этой идеи отказались. Тем не менее, рабочие уже успели начать работу над ходом, который был впоследствии превращён в обширную погребальную камеру, куда из гробницы KV38 была перенесена и мумия отца царицы Тутмоса I.
Нам неизвестно, была ли сама царица когда-либо погребена в великолепном кварцитовом саркофаге, который был найден в этой гробнице пустым. Тутмос III вернул мумию деда в её первоначальное место погребения, и считается, что он мог перенести и мумию мачехи. Фрагменты деревянного позолоченного саркофага, возможно, принадлежавшего Хатшепсут, были обнаружены в 1979 среди обрывков пелён и остатков погребального инвентаря в незавершённой гробнице KV4 последнего фараона XX династии Рамсеса XI.

В марте 2006 года на лекции в Музее Метрополитен один из ведущих специалистов в современной египтологии доктор Захи Хавасс заявил, что мумия царицы обнаружена на третьем этаже Египетского музея в Каире, где она находилась уже несколько десятилетий. Эта мумия, одна из двух найденных в небольшой гробнице KV60 в Долине царей и вывезенная в Каир в 1906 году, считалась до последнего времени мумией женщины по имени Ситра, кормилицы царицы, но не её самой. Косвенными доказательствами принадлежности мумии женщине-фараону являются обнаруженные в гробнице Ситры трон, настольная игра сенет и ушебти с именем Хатшепсут.

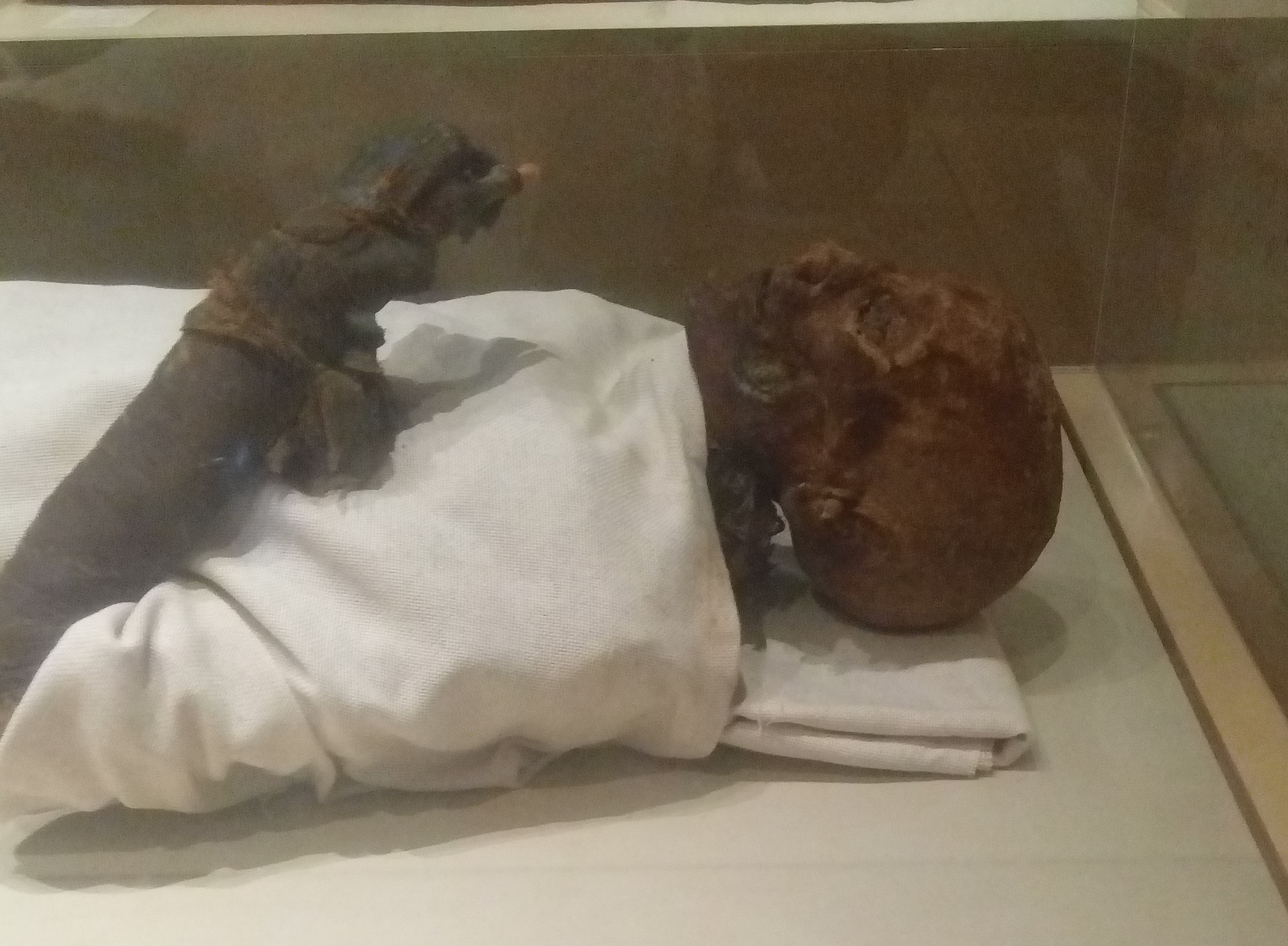
Мумия Хатшепсут, окончательно идентифицированная в 2007 году

Другой претенденткой на мумию Хатшепсут считалась мумия неизвестной царицы Нового царства, найденная в 1990 году в гробнице KV21. Деревянный ящик-канопа с внутренностями царицы Хатшепсут обнаружен в 1881 году во вскрытом тайнике с царскими телами в Дейр-эль-Бахри. Его принадлежность царице XVIII династии также оспаривается, поскольку он мог принадлежать и знатной женщине периода XXI династии, имя которой также звучало как Хатшепсут.
По распоряжению Захи Хавасса вблизи музея в 2007 году разместили генетическую лабораторию, в которой учёным из разных стран мира предстояло проверить предположения о том, какая из мумий действительно принадлежит царице Хатшепсут. В результате проведённого каирскими учёными анализа ДНК мумий 26 июня 2007 года мумия из гробницы Ситры официально идентифицирована как тело Хатшепсут. Выбирая из изобилия сохранившихся мумий представителей XVIII династии (например, однозначно идентифицирована мумия племянника и пасынка царицы Тутмоса III), учёные остановились на бабушке Хатшепсут Яхмос-Нефертари, чей генетический материал и был сравнён с ДНК из мумии её внучки.
Выводы анализа ДНК подтвердило томографическое сканирование, доказавшее, что зуб, ранее найденный в маленькой деревянной шкатулке с изображением картуша Хатшепсут, как раз и является недостающим зубом из челюсти мумии KV60. Это открытие объявлено «важнейшим в Долине Царей после находки гробницы Тутанхамона».
Исследование мумии Хатшепсут профинансировал американский телеканал «Discovery», который снял документальный фильм по этому поводу, показанный в июле 2007 года.

## Хатшепсут и Тутмос III

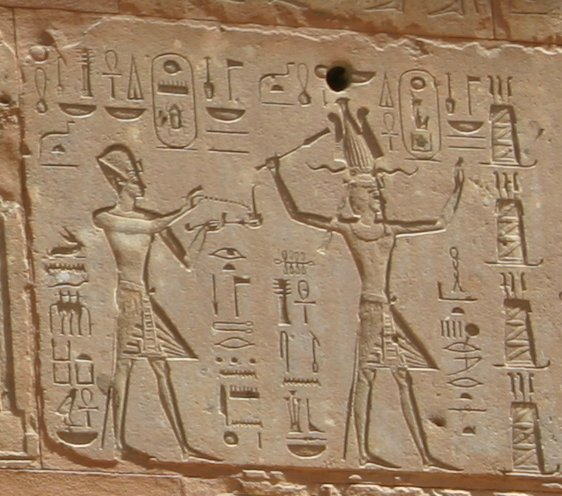
Рельеф из «Красного святилища» в Карнаке, изображающий Хатшепсут рядом с Тутмосом III.

Устоявшимся является представление, что Тутмос III, выступающий в поход против Сирии и Палестины, вышедших из повиновения Египту тремя годами ранее, в 1472 году до н. э., приказал уничтожить все сведения о покойной Хатшепсут и все её изображения в отместку за лишение его власти, поэтому долгое время об этой царице практически ничего не было известно. В частности, огромные золочёные обелиски в Карнаке заложены каменной кладкой или попросту засыпаны песком, многие изображения царицы из храма в Дейр-эль-Бахри уничтожены или закопаны поблизости, даже само имя Хатшепсут исключено из официальных храмовых списков фараонов Египта.
Имя Хатшепсут вырезалось из картушей и заменялось именами Тутмоса I, Тутмоса II и Тутмоса III, что считалось равносильным проклятию (Damnatio memoriae). Подобным образом фараоны начала XVIII династии стирали все надписи, принадлежавшие к периоду ненавистных гиксосских царей, Эхнатон преследовал имена, включающие имя Амона (исключая имя бога даже из картушей собственного отца Аменхотепа III), а Хоремхеб, в свою очередь, уничтожал имя самого «Отступника из Ахетатона».

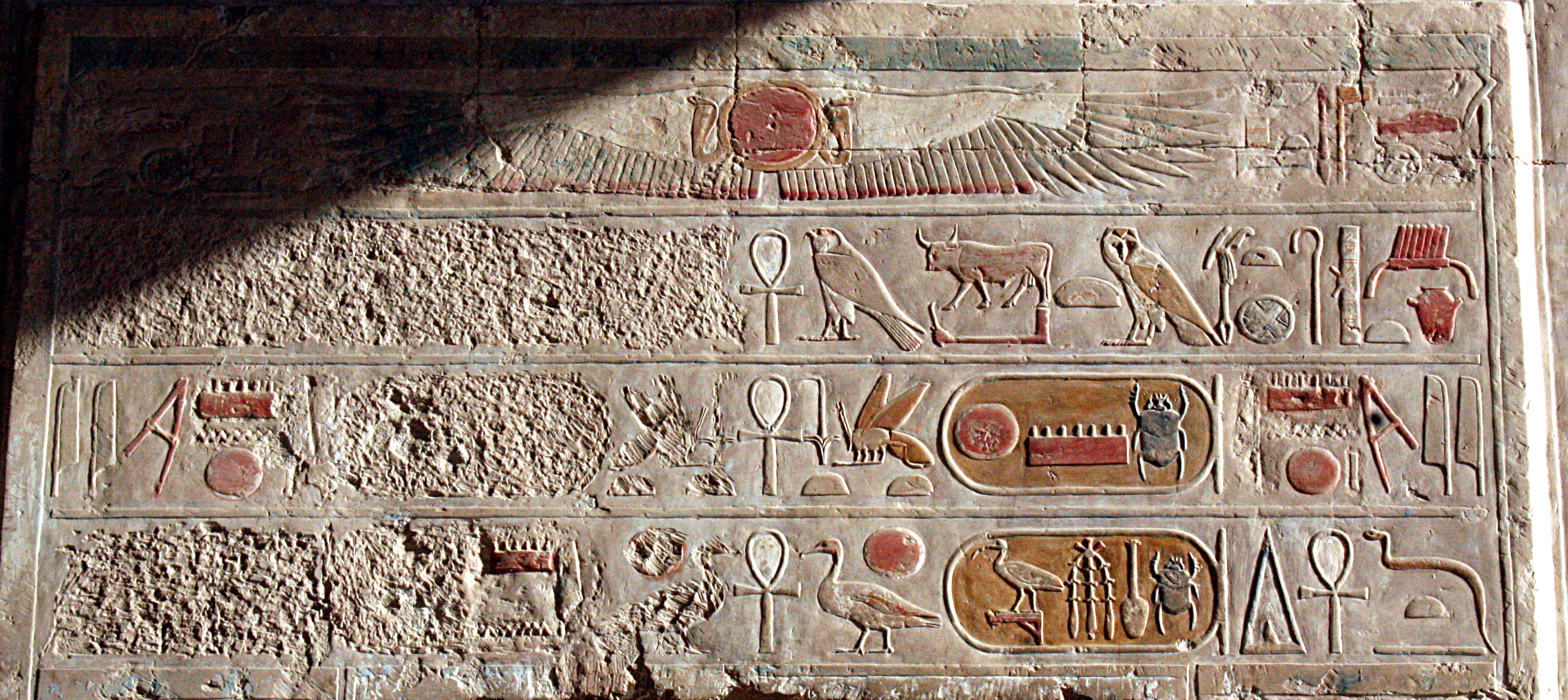
Сбитые надписи в храме Джесер-Джесеру с целью проклятья памяти о правлении Хатшепсут. В то время как картуши Тутмоса III (справа) остались нетронутыми, картуши Хатшепсут (слева) были уничтожены, предположительно Аменхотепом II.

Однако, существует альтернативная точка зрения на преследование памяти о Хатшепсут: возможно, все эти действия были необходимы молодому фараону Тутмосу III только для того, чтобы доказать легитимность своего правления. Эту гипотезу частично подтверждают и исследования, проведённые различными группами египтологов, возглавляемых Чарльзом Нимсом и Питером Дорманом. Изучив повреждённые изображения и надписи, исследователи пришли к выводу, что памятники времён Хатшепсут могли быть повреждены после 42-го года (1448 до н. э.) правления Тутмоса III, а не 22-го, как считалось ранее, что опровергает общеизвестную теорию о мести Тутмоса III своей мачехе-узурпатору.
Таким образом, представляется вполне возможным, что Тутмос III, следуя совету приближённых, ликвидировал следы правления Хатшепсут в силу консервативной иерархической политической системы Древнего Египта, которая допускала до управления государством только мужчин — в воззрениях египтян, сам факт нахождения женщины на престоле мог нарушать «установленный свыше» принцип космической справедливости маат. Косвенным подтверждением этой теории является также то обстоятельство, что Сенмут пал в немилость ещё при жизни Хатшепсут, а его гробница могла быть повреждена ещё до восхождения на престол пасынка Хатшепсут.

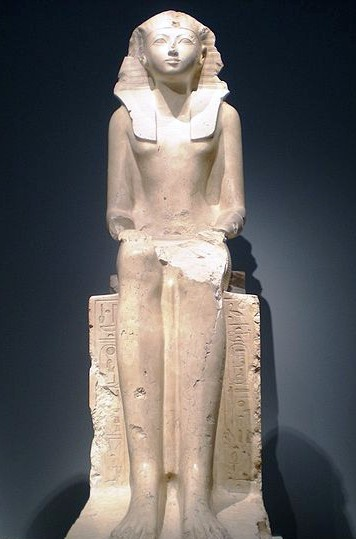
Сидячая статуя Хатшепсут в Метрополитен-музее, Нью-Йорк.

Дискутируя относительно причин посмертных гонений на женщину-фараона, отдельные египтологи[кто?] даже отказывают им в системности, выдвигая гипотезу, что её картуши могли пострадать в результате атонистического религиозного переворота Эхнатона: часть царского имени царицы, Хенеметамон, включала в себя имя Амона, следовательно, подлежала запрету и уничтожению. Сети I, восстанавливавший памятники XVIII династии, повреждённые при «царе-еретике», в силу традиции на место стёртых картушей мог вписывать имена не самой царицы, а её ближайших родственников.
В свете продолжающейся дискуссии относительно отношений Тутмоса III и Хатшепсут особое значение приобретает недавнее[какое?] открытие девяти золотых картушей, включающих как имя Хатшепсут, так и имя Тутмоса, близ одного из обелисков у храма Хатшепсут в Луксоре.

## Интерес к личности

### В египтологии
Долгое время неординарная личность Хатшепсут была практически неизвестна ни научному миру, ни широкой общественности (хотя существует версия, что она нашла своё отображение в средневековой арабской исторической традиции, приводившей историю вымышленной древнеегипетской царицы Далуки, в которой скорее усматривают отголоски правления позднейшей женщины-фараона Таусерт). Однако благодаря историческим и археологическим исследованиям перипетии жизненного пути Хатшепсут стали привлекать к ней широкий интерес. Начиная с XIX века в её описаниях доминировали две противоположные тенденции, представлявшие её или правителем, опередившим своё время, или корыстолюбивым узурпатором. 

Вокруг её имени складывались разнообразнейшие теории, включая маргинальные. В религиозных кругах до сих пор ходят представления, что Хатшепсут тождественна доброй египетской царевне, подобравшей из Нила корзинку с младенцем Моисеем и воспитавшей мальчика. Составляющей псевдонаучной теории Иммануила Великовского, является гипотеза, согласно которой Хатшепсут отождествляется с библейской царицей Савской, а экспедиция в Пунт — с посещением посольством царицы царя Соломона.

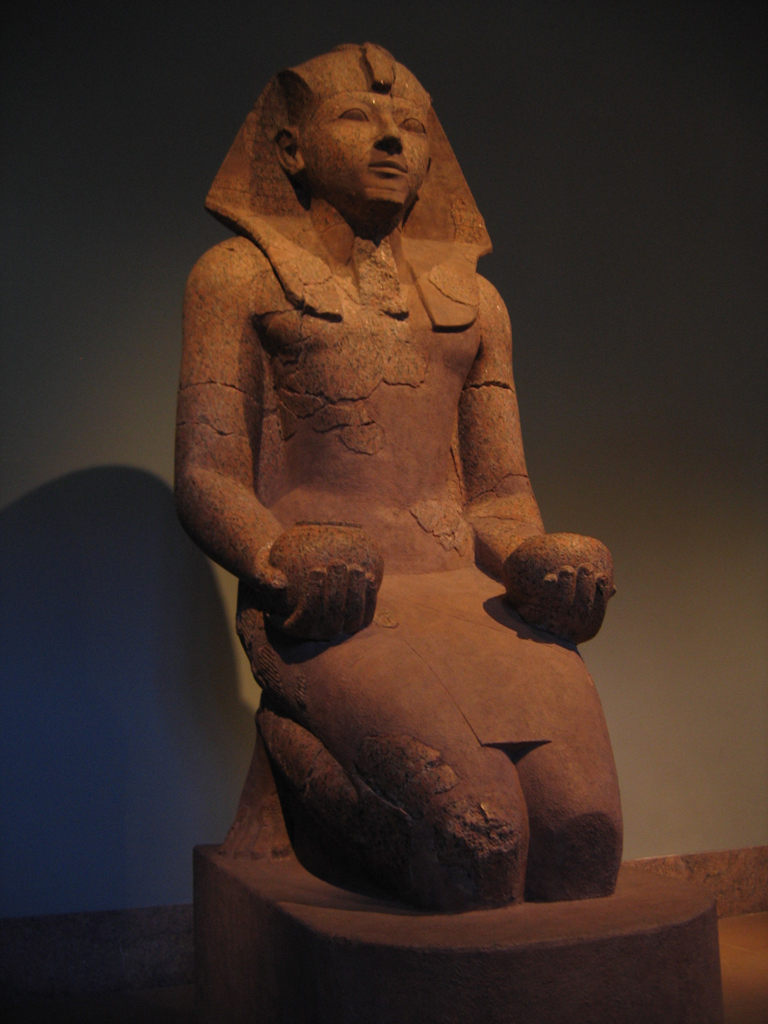
Статуя Хатшепсут из красного гранита в мужском образе с ритуальными подношениями богам стояла в Дейр-эль-Бахри. Метрополитен-музей

Для академической науки разгоревшаяся в конце XIX — начале XX века дискуссия относительно личности женщины-фараона примечательна решением так называемой «проблемы Хатшепсут». Первоначально считалось, что Хатшепсут была старшей сестрой и женой Тутмоса III. Эта точка зрения базировалась на заблуждении, что замена имени одного царя именем другого обязательно свидетельствует о прямой последовательности их правления. Путаница с картушами Хатшепсут, заменёнными Тутмосом III не только своими картушами, но и картушами её отца и мужа, приводила к объяснению этих процессов междоусобицами между стареющим Тутмосом I и Тутмосом II с одной стороны, и Тутмосом III и Хатшепсут — с другой.
Эту точку зрения отстаивал немецкий египтолог Курт Зете, утверждавший, что Хатшепсут и Тутмос III вместе сначала свергли Тутмоса I, а затем, вернув престарелого царя, отстранили от власти Тутмоса II. Таким образом, Хатшепсут представлялась амбициозным узурпатором, лишившим власти даже своего отца, а построения относительно наследования Тумосидов выглядели следующим образом: Тутмос I — Тутмос III — Тутмос III и Хатшепсут (соправители) — Тутмос III, отстранивший Хатшепсут, — Тутмос I и Тутмос II — Тутмос II (после смерти старшего Тутмоса) — Тутмос III и Хатшепсут — Тутмос III (единолично). Такая громоздкая схема, насчитывающая четыре государственных переворота за двадцать лет, была подвергнута решительной критике швейцарского учёного Эдуара Навилля, который, опираясь на новые археологические открытия, предложил собственную теорию, объяснявшую проблему Хатшепсут. Эдуард Мейер усовершенствовал теорию Навилля, что позволило ей впоследствии стать общепринятой.
Несмотря на очевидную несостоятельность своей теории, Курт Зете не собирался отказываться от неё и лишь несколько ревизовал её, упростив до следующей цепи наследований: Тутмос I — Тутмос II и Хатшепсут — Хатшепсут и Тутмос III — Тутмос I и Тутмос II — Тутмос II — Хатшепсут и Тутмос III — Тутмос III. Несмотря на то, что и эта гипотеза грешила воскрешением Тутмоса I и Тутмоса II, якобы вернувшихся из политического небытия в разгар правления Хатшепсут, её придерживались многие видные египтологи, в том числе Борис Александрович Тураев и Джеймс Генри Брэстед. «Проблема Хатшепсут» была окончательно решена Уильямом Ф. Эджертоном, который пришёл к выводу, что если бы правление Хатшепсут действительно было прервано эфемерным правлением её мужа и отца, повреждённые ими картуши Хатшепсут непременно были бы восстановлены после её возвращения на престол.

### В популярной культуре

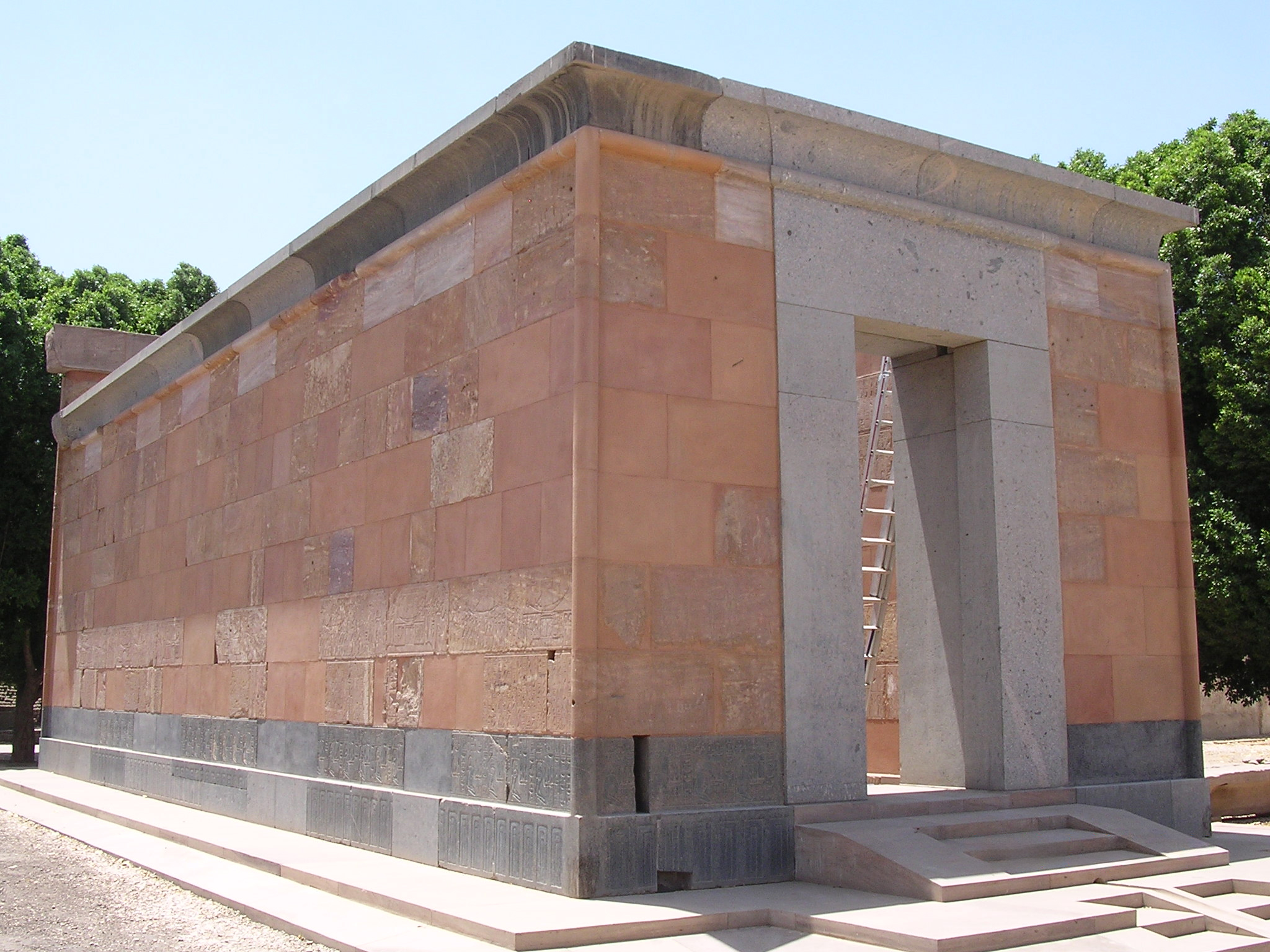
Восстановленное «Красное святилище» Хатшепсут в Карнаке.

В современности образ царицы Хатшепсут используется как элемент популярной культуры в качестве умной и энергичной женщины, наделённой незаурядными политическими и аналитическими способностями. Её роль как женщины-правительницы на традиционно мужском престоле вызывает интерес феминистической и квир-теории.
Хатшепсут посвящено несколько книг (как беллетризованных биографий типа «Хатшепсут» американской биографистки Эвелин Уэллс или «Таинственной царицы» (La Reine mystérieuse) фоанцузской искусствоведки Кристины Дерош-Ноблькур, так и художественных романов, например, «Дочь Амона» Мойры Колдекотт; «Искушение Богини» Паулины Гейдж; «Страж фараона» Михаила Ахманова). Большинство из них вносит приключенческие элементы в жизнеописание царицы, изображаемой в качестве прекрасной миролюбивой женщины. 
С ними контрастирует рассчитанный на подростковую аудиторию роман Элоизы Джарвис Мак-Гроу «Мара, дочь Нила» (1953), эксплуатирующий устаревшую точку зрения на Хатшепсут как «злую мачеху Тутмоса». Книга посвящена борьбе странного союза рабыни Мары и аристократов против «узурпаторши», растрачивающей государственные средства на постройки и содержащей Тутмоса III в качестве пленника в собственном дворце. При этом вышедшее в конце десятилетия произведение той же Джарвис Мак-Гроу «Фараон» (в русском переводе «Дочь Солнца») выставляет Хатшепсут уже в положительном свете, глубокой и трагической героиней.

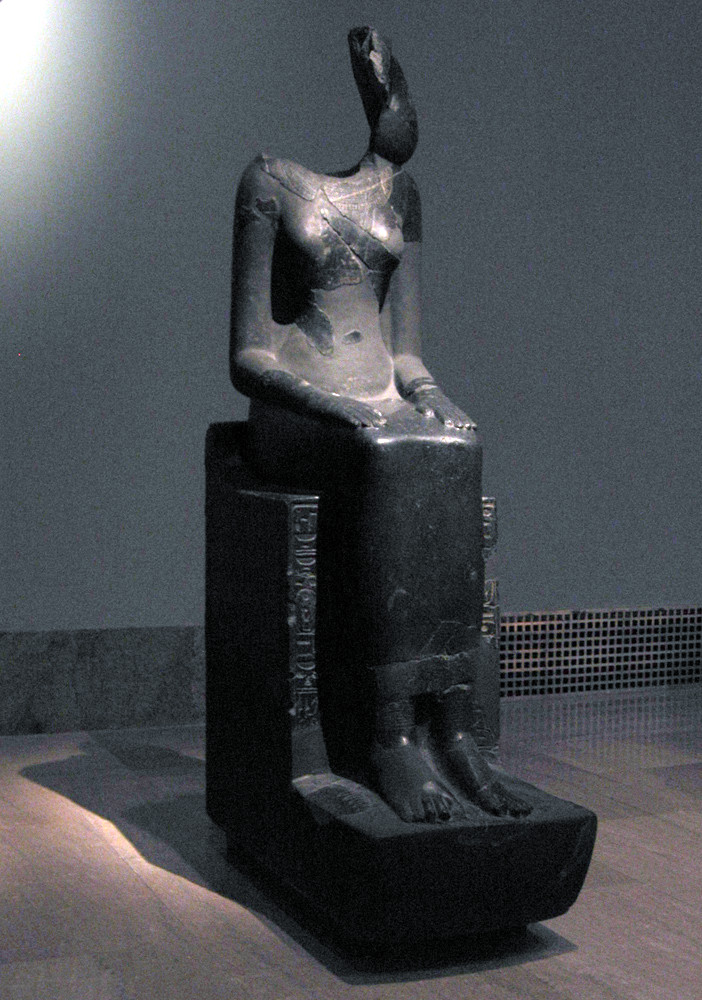
Чёрная скульптура Хатшепсут из гранита — одна из двух найденных в погребальном храме статуй царицы, изображающих её в женской одежде.

Хатшепсут и её время описаны также в книгах Пола Доуэрти «Маска Ра» и Филиппа Ванденберга «Наместница Ра». В последнем царица также представлена в крайне неприглядном виде, а среди многочисленных художественных допущений книги выделяется то, что она лично участвует в экспедиции в Пунт, и Тутмос III восходит на престол в её отсутствие. Путешествие египтян в страну Пунт и прочие обстоятельства правления Хатшепсут также описаны в романе Элизабет Херинг «Служанка фараонов». Из отечественных авторов правление Хатшепсут очень подробно описывает Вера Крыжановская в оккультном романе «Царица Хатасу». В различных национальных литературах также появляются художественные книги, посвящённые этой царице, вроде «Женщины на престоле фараонов» (Asszony a fáraók trónján) Жужи Гичи-Дравецки и «Сладкого дуновения северного ветра» (Az északi szél édes fuvallata) Андраша Хорняка в Венгрии.  
В Японии Хатшепсут стала центральным персонажем двух серий манги: «Хатшепсут» Рёко Ямагиси и «Царицы Египта» Тиэ Инудо. 
Хатшепсут включена в экспозицию арт-феминистки Джуди Чикаго «Званый ужин» и её составляющую «Этаж наследия» как одна из 39 важнейших для западной цивилизации исторических деятельниц.
Хатшепсут — одна из героинь документального фильма «Тутмос III — Рассказы из гробницы: Царь-воитель Египта» (Thutmose III — Tales from the tomb; 2005, США, National Geographic Channel), снаряженной ей экспедиции в Пунт посвящена документальная лента BBC «Фараон, покорившая море» (The Pharaoh Who Conquered the Sea, 2010), а идентификации её мумии — фильм канала Discovery «Тайны потерянной царицы Египта» (Secrets of Egypt’s Lost Queen, 2007). При этом до этого момента[какого?] не было поставлено ни одной художественной постановки о Хатшепсут или Тутмосе III.
Хатшепсут — лидер Египта в пошаговой стратегической компьютерной игре «Цивилизация IV» (Sid Meier’s Civilization IV; в предыдущих версиях игры египетскую цивилизацию возглавляли Рамсес II и Клеопатра VII).
В честь Хатшепсут назван открытый Корнелисом Иоганнесом ван Хаутеном, Ингрид ван Хаутен-Грёневельд и Томом Герельсом в 1960 году небольшой астероид 2436 Хатшепсут, входящий в пояс астероидов.

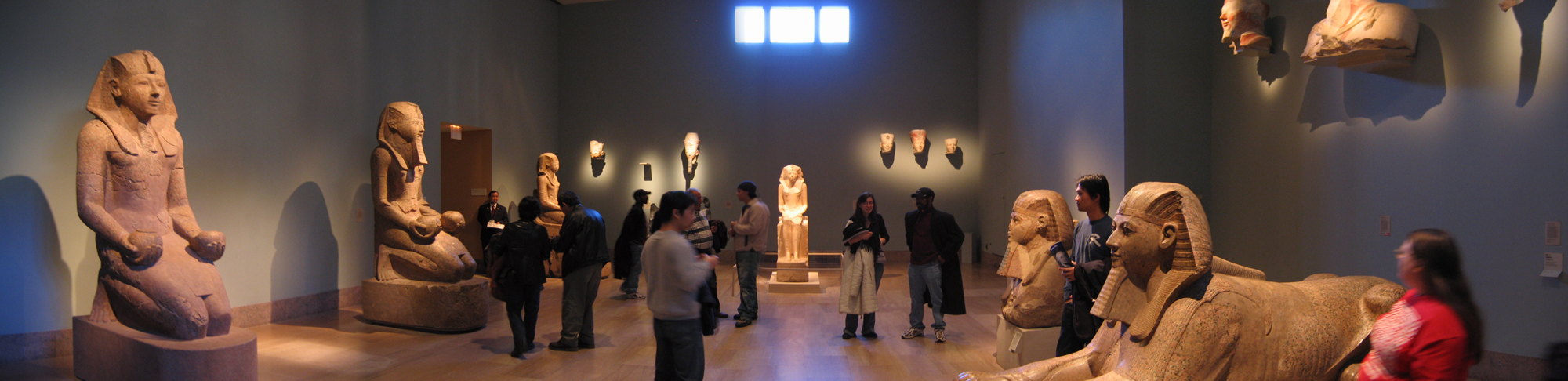
Зал Хатшепсут, Метрополитен-музей в Нью-Йорке

## Родословие Хатшепсут
Серым цветом выделены представители XVII династии.
|  |  |  |  |           |           |           |           |             |             |             |             |             |             |            |            |            |            |           |           | Таа I     | Таа I     | Таа I     | Таа I     | Таа I     | Таа I     |           |           | Тетишери    | Тетишери    | Тетишери    | Тетишери    | Тетишери     | Тетишери     |              |              |               |               |               |               |               |               |             |             |             |             |       |       |          |          |          |          |          |          |  |  |  |  |             |             |             |             |             |             |  |  |  |  |
|  |  |  |  |           |           |           |           |             |             |             |             |             |             |            |            |            |            |           |           | Таа I     | Таа I     | Таа I     | Таа I     | Таа I     | Таа I     |           |           | Тетишери    | Тетишери    | Тетишери    | Тетишери    | Тетишери     | Тетишери     |              |              |               |               |               |               |               |               |             |             |             |             |       |       |          |          |          |          |          |          |  |  |  |  |             |             |             |             |             |             |  |  |  |  |
|  |  |  |  |           |           |           |           |             |             |             |             |             |             |            |            |            |            |           |           |           |           |           |           |           |           |           |           |             |             |             |             |              |              |              |              |               |               |               |               |               |               |             |             |             |             |       |       |          |          |          |          |          |          |  |  |  |  |             |             |             |             |             |             |  |  |  |  |
|  |  |  |  |           |           |           |           |             |             |             |             |             |             |            |            |            |            |           |           |           |           |           |           |           |           |           |           |             |             |             |             |              |              |              |              |               |               |               |               |               |               |             |             |             |             |       |       |          |          |          |          |          |          |  |  |  |  |             |             |             |             |             |             |  |  |  |  |
|  |  |  |  |           |           |           |           |             |             |             |             |             |             |            |            |            |            |           |           | Таа II    | Таа II    | Таа II    | Таа II    | Таа II    | Таа II    |           |           | Яххотеп     | Яххотеп     | Яххотеп     | Яххотеп     | Яххотеп      | Яххотеп      |              |              |               |               |               |               |               |               |             |             |             |             |       |       |          |          |          |          |          |          |  |  |  |  |             |             |             |             |             |             |  |  |  |  |
|  |  |  |  |           |           |           |           |             |             |             |             |             |             |            |            |            |            |           |           | Таа II    | Таа II    | Таа II    | Таа II    | Таа II    | Таа II    |           |           | Яххотеп     | Яххотеп     | Яххотеп     | Яххотеп     | Яххотеп      | Яххотеп      |              |              |               |               |               |               |               |               |             |             |             |             |       |       |          |          |          |          |          |          |  |  |  |  |             |             |             |             |             |             |  |  |  |  |
|  |  |  |  |           |           |           |           |             |             |             |             |             |             |            |            |            |            |           |           |           |           |           |           |           |           |           |           |             |             |             |             |              |              |              |              |               |               |               |               |               |               |             |             |             |             |       |       |          |          |          |          |          |          |  |  |  |  |             |             |             |             |             |             |  |  |  |  |
|  |  |  |  |           |           |           |           |             |             |             |             |             |             |            |            |            |            |           |           |           |           |           |           |           |           |           |           |             |             |             |             |              |              |              |              |               |               |               |               |               |               |             |             |             |             |       |       |          |          |          |          |          |          |  |  |  |  |             |             |             |             |             |             |  |  |  |  |
|  |  |  |  |           |           |           |           | Камос       | Камос       | Камос       | Камос       | Камос       | Камос       |            |            | Меритамон  | Меритамон  | Меритамон | Меритамон | Меритамон | Меритамон |           |           | Нефертари | Нефертари | Нефертари | Нефертари | Нефертари   | Нефертари   |             |             | Яхмос I      | Яхмос I      | Яхмос I      | Яхмос I      | Яхмос I       | Яхмос I       |               |               | Хенуттамеху   | Хенуттамеху   | Хенуттамеху | Хенуттамеху | Хенуттамеху | Хенуттамеху |       |       |          |          |          |          |          |          |  |  |  |  |             |             |             |             |             |             |  |  |  |  |
|  |  |  |  |           |           |           |           | Камос       | Камос       | Камос       | Камос       | Камос       | Камос       |            |            | Меритамон  | Меритамон  | Меритамон | Меритамон | Меритамон | Меритамон |           |           | Нефертари | Нефертари | Нефертари | Нефертари | Нефертари   | Нефертари   |             |             | Яхмос I      | Яхмос I      | Яхмос I      | Яхмос I      | Яхмос I       | Яхмос I       |               |               | Хенуттамеху   | Хенуттамеху   | Хенуттамеху | Хенуттамеху | Хенуттамеху | Хенуттамеху |       |       |          |          |          |          |          |          |  |  |  |  |             |             |             |             |             |             |  |  |  |  |
|  |  |  |  |           |           |           |           |             |             |             |             |             |             |            |            |            |            |           |           |           |           |           |           |           |           |           |           |             |             |             |             |              |              |              |              |               |               |               |               |               |               |             |             |             |             |       |       |          |          |          |          |          |          |  |  |  |  |             |             |             |             |             |             |  |  |  |  |
|  |  |  |  |           |           |           |           |             |             |             |             |             |             |            |            |            |            |           |           |           |           |           |           |           |           |           |           |             |             |             |             |              |              |              |              |               |               |               |               |               |               |             |             |             |             |       |       |          |          |          |          |          |          |  |  |  |  |             |             |             |             |             |             |  |  |  |  |
|  |  |  |  |           |           |           |           | Аменхотеп I | Аменхотеп I | Аменхотеп I | Аменхотеп I | Аменхотеп I | Аменхотеп I |            |            | Меритамон  | Меритамон  | Меритамон | Меритамон | Меритамон | Меритамон |           |           |           |           |           |           | Мутнофрет   | Мутнофрет   | Мутнофрет   | Мутнофрет   | Мутнофрет    | Мутнофрет    |              |              | Тутмос I      | Тутмос I      | Тутмос I      | Тутмос I      | Тутмос I      | Тутмос I      |             |             | Яхмос       | Яхмос       | Яхмос | Яхмос | Яхмос    | Яхмос    |          |          |          |          |  |  |  |  |             |             |             |             |             |             |  |  |  |  |
|  |  |  |  |           |           |           |           | Аменхотеп I | Аменхотеп I | Аменхотеп I | Аменхотеп I | Аменхотеп I | Аменхотеп I |            |            | Меритамон  | Меритамон  | Меритамон | Меритамон | Меритамон | Меритамон |           |           |           |           |           |           | Мутнофрет   | Мутнофрет   | Мутнофрет   | Мутнофрет   | Мутнофрет    | Мутнофрет    |              |              | Тутмос I      | Тутмос I      | Тутмос I      | Тутмос I      | Тутмос I      | Тутмос I      |             |             | Яхмос       | Яхмос       | Яхмос | Яхмос | Яхмос    | Яхмос    |          |          |          |          |  |  |  |  |             |             |             |             |             |             |  |  |  |  |
|  |  |  |  |           |           |           |           |             |             |             |             |             |             |            |            |            |            |           |           |           |           |           |           |           |           |           |           |             |             |             |             |              |              |              |              |               |               |               |               |               |               |             |             |             |             |       |       |          |          |          |          |          |          |  |  |  |  |             |             |             |             |             |             |  |  |  |  |
|  |  |  |  |           |           |           |           |             |             |             |             | Аменемхат   | Аменемхат   | Аменемхат  | Аменемхат  | Аменемхат  | Аменемхат  |           |           |           |           |           |           | Исида     | Исида     | Исида     | Исида     | Исида       | Исида       |             |             | Тутмос II    | Тутмос II    | Тутмос II    | Тутмос II    | Тутмос II     | Тутмос II     |               |               | Хатшепсут     | Хатшепсут     | Хатшепсут   | Хатшепсут   | Хатшепсут   | Хатшепсут   |       |       |          |          |          |          |          |          |  |  |  |  |             |             |             |             |             |             |  |  |  |  |
|  |  |  |  |           |           |           |           |             |             |             |             | Аменемхат   | Аменемхат   | Аменемхат  | Аменемхат  | Аменемхат  | Аменемхат  |           |           |           |           |           |           | Исида     | Исида     | Исида     | Исида     | Исида       | Исида       |             |             | Тутмос II    | Тутмос II    | Тутмос II    | Тутмос II    | Тутмос II     | Тутмос II     |               |               | Хатшепсут     | Хатшепсут     | Хатшепсут   | Хатшепсут   | Хатшепсут   | Хатшепсут   |       |       |          |          |          |          |          |          |  |  |  |  |             |             |             |             |             |             |  |  |  |  |
|  |  |  |  |           |           |           |           |             |             |             |             |             |             |            |            |            |            |           |           |           |           |           |           |           |           |           |           |             |             |             |             |              |              |              |              |               |               |               |               |               |               |             |             |             |             |       |       |          |          |          |          |          |          |  |  |  |  |             |             |             |             |             |             |  |  |  |  |
|  |  |  |  |           |           |           |           |             |             |             |             |             |             |            |            |            |            |           |           |           |           |           |           |           |           |           |           | Тутмос III  | Тутмос III  | Тутмос III  | Тутмос III  | Тутмос III   | Тутмос III   |              |              | Меритра       | Меритра       | Меритра       | Меритра       | Меритра       | Меритра       |             |             |             |             |       |       |          |          |          |          |          |          |  |  |  |  |             |             |             |             |             |             |  |  |  |  |
|  |  |  |  |           |           |           |           |             |             |             |             |             |             |            |            |            |            |           |           |           |           |           |           |           |           |           |           | Тутмос III  | Тутмос III  | Тутмос III  | Тутмос III  | Тутмос III   | Тутмос III   |              |              | Меритра       | Меритра       | Меритра       | Меритра       | Меритра       | Меритра       |             |             |             |             |       |       |          |          |          |          |          |          |  |  |  |  |             |             |             |             |             |             |  |  |  |  |
|  |  |  |  |           |           |           |           |             |             |             |             |             |             |            |            |            |            |           |           |           |           |           |           |           |           |           |           |             |             |             |             |              |              |              |              |               |               |               |               |               |               |             |             |             |             |       |       |          |          |          |          |          |          |  |  |  |  |             |             |             |             |             |             |  |  |  |  |
|  |  |  |  |           |           |           |           |             |             |             |             |             |             |            |            |            |            |           |           |           |           |           |           | Тиаа      | Тиаа      | Тиаа      | Тиаа      | Тиаа        | Тиаа        |             |             | Аменхотеп II | Аменхотеп II | Аменхотеп II | Аменхотеп II | Аменхотеп II  | Аменхотеп II  |               |               |               |               |             |             |             |             |       |       |          |          |          |          |          |          |  |  |  |  | Артатама I  | Артатама I  | Артатама I  | Артатама I  | Артатама I  | Артатама I  |  |  |  |  |
|  |  |  |  |           |           |           |           |             |             |             |             |             |             |            |            |            |            |           |           |           |           |           |           | Тиаа      | Тиаа      | Тиаа      | Тиаа      | Тиаа        | Тиаа        |             |             | Аменхотеп II | Аменхотеп II | Аменхотеп II | Аменхотеп II | Аменхотеп II  | Аменхотеп II  |               |               |               |               |             |             |             |             |       |       |          |          |          |          |          |          |  |  |  |  | Артатама I  | Артатама I  | Артатама I  | Артатама I  | Артатама I  | Артатама I  |  |  |  |  |
|  |  |  |  |           |           |           |           |             |             |             |             |             |             |            |            |            |            |           |           |           |           |           |           |           |           |           |           |             |             |             |             |              |              |              |              |               |               |               |               |               |               |             |             |             |             |       |       |          |          |          |          |          |          |  |  |  |  |             |             |             |             |             |             |  |  |  |  |
|  |  |  |  |           |           |           |           |             |             |             |             |             |             |            |            |            |            |           |           |           |           |           |           |           |           |           |           |             |             |             |             |              |              |              |              |               |               |               |               |               |               |             |             |             |             |       |       |          |          |          |          |          |          |  |  |  |  |             |             |             |             |             |             |  |  |  |  |
|  |  |  |  |           |           | Йуйя      | Йуйя      | Йуйя        | Йуйя        | Йуйя        | Йуйя        |             |             | Туйя       | Туйя       | Туйя       | Туйя       | Туйя      | Туйя      |           |           |           |           | Ярет      | Ярет      | Ярет      | Ярет      | Ярет        | Ярет        |             |             | Тутмос IV    | Тутмос IV    | Тутмос IV    | Тутмос IV    | Тутмос IV     | Тутмос IV     |               |               | Мутемуйя      | Мутемуйя      | Мутемуйя    | Мутемуйя    | Мутемуйя    | Мутемуйя    |       |       |          |          |          |          |          |          |  |  |  |  | Шуттарна II | Шуттарна II | Шуттарна II | Шуттарна II | Шуттарна II | Шуттарна II |  |  |  |  |
|  |  |  |  |           |           | Йуйя      | Йуйя      | Йуйя        | Йуйя        | Йуйя        | Йуйя        |             |             | Туйя       | Туйя       | Туйя       | Туйя       | Туйя      | Туйя      |           |           |           |           | Ярет      | Ярет      | Ярет      | Ярет      | Ярет        | Ярет        |             |             | Тутмос IV    | Тутмос IV    | Тутмос IV    | Тутмос IV    | Тутмос IV     | Тутмос IV     |               |               | Мутемуйя      | Мутемуйя      | Мутемуйя    | Мутемуйя    | Мутемуйя    | Мутемуйя    |       |       |          |          |          |          |          |          |  |  |  |  | Шуттарна II | Шуттарна II | Шуттарна II | Шуттарна II | Шуттарна II | Шуттарна II |  |  |  |  |
|  |  |  |  |           |           |           |           |             |             |             |             |             |             |            |            |            |            |           |           |           |           |           |           |           |           |           |           |             |             |             |             |              |              |              |              |               |               |               |               |               |               |             |             |             |             |       |       |          |          |          |          |          |          |  |  |  |  |             |             |             |             |             |             |  |  |  |  |
|  |  |  |  |           |           |           |           |             |             |             |             |             |             |            |            |            |            |           |           |           |           |           |           |           |           |           |           |             |             |             |             |              |              |              |              |               |               |               |               |               |               |             |             |             |             |       |       |          |          |          |          |          |          |  |  |  |  |             |             |             |             |             |             |  |  |  |  |
|  |  |  |  |           |           |           |           |             |             | Тэи         | Тэи         | Тэи         | Тэи         | Тэи        | Тэи        |            |            | Эйе       | Эйе       | Эйе       | Эйе       | Эйе       | Эйе       |           |           |           |           | Тия         | Тия         | Тия         | Тия         | Тия          | Тия          |              |              | Аменхотеп III | Аменхотеп III | Аменхотеп III | Аменхотеп III | Аменхотеп III | Аменхотеп III |             |             |             |             |       |       | Гилухепа | Гилухепа | Гилухепа | Гилухепа | Гилухепа | Гилухепа |  |  |  |  | Тушратта    | Тушратта    | Тушратта    | Тушратта    | Тушратта    | Тушратта    |  |  |  |  |
|  |  |  |  |           |           |           |           |             |             | Тэи         | Тэи         | Тэи         | Тэи         | Тэи        | Тэи        |            |            | Эйе       | Эйе       | Эйе       | Эйе       | Эйе       | Эйе       |           |           |           |           | Тия         | Тия         | Тия         | Тия         | Тия          | Тия          |              |              | Аменхотеп III | Аменхотеп III | Аменхотеп III | Аменхотеп III | Аменхотеп III | Аменхотеп III |             |             |             |             |       |       | Гилухепа | Гилухепа | Гилухепа | Гилухепа | Гилухепа | Гилухепа |  |  |  |  | Тушратта    | Тушратта    | Тушратта    | Тушратта    | Тушратта    | Тушратта    |  |  |  |  |
|  |  |  |  |           |           |           |           |             |             |             |             |             |             |            |            |            |            |           |           |           |           |           |           |           |           |           |           |             |             |             |             |              |              |              |              |               |               |               |               |               |               |             |             |             |             |       |       |          |          |          |          |          |          |  |  |  |  |             |             |             |             |             |             |  |  |  |  |
|  |  |  |  |           |           |           |           |             |             |             |             |             |             |            |            |            |            |           |           |           |           |           |           |           |           |           |           |             |             |             |             |              |              |              |              |               |               |               |               |               |               |             |             |             |             |       |       |          |          |          |          |          |          |  |  |  |  |             |             |             |             |             |             |  |  |  |  |
|  |  |  |  | Хоремхеб  | Хоремхеб  | Хоремхеб  | Хоремхеб  | Хоремхеб    | Хоремхеб    |             |             | Мутнеджмет  | Мутнеджмет  | Мутнеджмет | Мутнеджмет | Мутнеджмет | Мутнеджмет |           |           |           |           | Нефертити | Нефертити | Нефертити | Нефертити | Нефертити | Нефертити |             |             |             |             | Эхнатон      | Эхнатон      | Эхнатон      | Эхнатон      | Эхнатон       | Эхнатон       |               |               | дочь          | дочь          | дочь        | дочь        | дочь        | дочь        |       |       | Ситамон  | Ситамон  | Ситамон  | Ситамон  | Ситамон  | Ситамон  |  |  |  |  | Тадухепа    | Тадухепа    | Тадухепа    | Тадухепа    | Тадухепа    | Тадухепа    |  |  |  |  |
|  |  |  |  | Хоремхеб  | Хоремхеб  | Хоремхеб  | Хоремхеб  | Хоремхеб    | Хоремхеб    |             |             | Мутнеджмет  | Мутнеджмет  | Мутнеджмет | Мутнеджмет | Мутнеджмет | Мутнеджмет |           |           |           |           | Нефертити | Нефертити | Нефертити | Нефертити | Нефертити | Нефертити |             |             |             |             | Эхнатон      | Эхнатон      | Эхнатон      | Эхнатон      | Эхнатон       | Эхнатон       |               |               | дочь          | дочь          | дочь        | дочь        | дочь        | дочь        |       |       | Ситамон  | Ситамон  | Ситамон  | Ситамон  | Ситамон  | Ситамон  |  |  |  |  | Тадухепа    | Тадухепа    | Тадухепа    | Тадухепа    | Тадухепа    | Тадухепа    |  |  |  |  |
|  |  |  |  |           |           |           |           |             |             |             |             |             |             |            |            |            |            |           |           |           |           |           |           |           |           |           |           |             |             |             |             |              |              |              |              |               |               |               |               |               |               |             |             |             |             |       |       |          |          |          |          |          |          |  |  |  |  |             |             |             |             |             |             |  |  |  |  |
|  |  |  |  |           |           |           |           |             |             |             |             |             |             |            |            |            |            |           |           |           |           |           |           |           |           |           |           |             |             |             |             |              |              |              |              |               |               |               |               |               |               |             |             |             |             |       |       |          |          |          |          |          |          |  |  |  |  |             |             |             |             |             |             |  |  |  |  |
|  |  |  |  | Сменхкара | Сменхкара | Сменхкара | Сменхкара | Сменхкара   | Сменхкара   |             |             | Меритатон   | Меритатон   | Меритатон  | Меритатон  | Меритатон  | Меритатон  |           |           | Макетатон | Макетатон | Макетатон | Макетатон | Макетатон | Макетатон |           |           | Анхесенамон | Анхесенамон | Анхесенамон | Анхесенамон | Анхесенамон  | Анхесенамон  |              |              | Тутанхамон    | Тутанхамон    | Тутанхамон    | Тутанхамон    | Тутанхамон    | Тутанхамон    |             |             |             |             |       |       |          |          |          |          |          |          |  |  |  |  |             |             |             |             |             |             |  |  |  |  |
|  |  |  |  | Сменхкара | Сменхкара | Сменхкара | Сменхкара | Сменхкара   | Сменхкара   |             |             | Меритатон   | Меритатон   | Меритатон  | Меритатон  | Меритатон  | Меритатон  |           |           | Макетатон | Макетатон | Макетатон | Макетатон | Макетатон | Макетатон |           |           | Анхесенамон | Анхесенамон | Анхесенамон | Анхесенамон | Анхесенамон  | Анхесенамон  |              |              | Тутанхамон    | Тутанхамон    | Тутанхамон    | Тутанхамон    | Тутанхамон    | Тутанхамон    |             |             |             |             |       |       |          |          |          |          |          |          |  |  |  |  |             |             |             |             |             |             |  |  |  |  |